# Budapest
Budapest (tiếng Hungary: [ˈbudɒpɛʃt] ⓘ) là thủ đô và thành phố đông dân nhất của Hungary, và một trong những thành phố lớn nhất trong Liên minh Châu Âu. Với dân số ước tính năm 2016 là 1.752.704 phân bố trên một diện tích khoảng 525 kilômét vuông (203 dặm vuông Anh), Budapest cũng là một trong những thành phố lớn có mật độ dân số cao nhất tại EU. Budapest vừa là một thành phố và vừa là một hạt, và tạo thành trung tâm của vùng đô thị Budapest, nó có diện tích 7.626 kilômét vuông (2.944 dặm vuông Anh) và dân số 3.303.786, chiếm 33 phần trăm dân số Hungary. Vùng đô thị Budapest có GDP 141,0 tỷ đô la Mỹ (129,4 tỷ euro) năm 2016, chiếm 49,6 phần trăm GDP của Hungary. GDP trên đầu người của thành phố là 64.283 đô la Mỹ, bằng 148% trung bình của EU tính theo sức mua tương đương. Do đó thành phố này năm trong danh sách 100 thành phố theo GDP trên thế giới
và khiến nó trở thành một trong những nền kinh tế khu vực lớn nhất Liên minh Châu Âu.
Budapest là một thành phố toàn cầu dẫn đầu với thế mạnh về thương mại, tài chính, truyền thông, nghệ thuật, thời trang, nghiên cứu, công nghệ, giáo dục và giải trí. Nó là một R&D và trung tâm tài chính dẫn đầu và là thành phố Trung và Đông Âu được xếp hạng cao nhất về Chỉ số 100 Thành phố Sáng tạo, nó cũng được xếp hạng là nền kinh tế đô thị phát triển nhanh thứ hai tại châu Âu. Thành phố là nơi có sàn giao dịch chứng khoán lớn thứ hai về giá trị vốn hóa thị trường tại Trung và Đông Âu, sàn giao dịch chứng khoán Budapest và quận kinh doanh của nó có trụ sở của những ngân hàng quốc gia lớn nhất và quốc tế và các công ty. Budapest còn là nơi có văn phòng khu vực chính của nhiều tổ chức quốc tế, bao gồm Liên Hợp Quốc và ICDT, ngoài gia nó còn có trụ sở của Viện sáng tạo và Công nghệ Châu Âu, cao đẳng Cảnh sát Châu Âu và văn phòng nước ngoài đầu tiên của Cơ quan Thúc đẩy Đầu tư Trung Quốc. Có hơn 40 trường cao đẳng và đại học ở Budapest, bao gồm đại học Eötvös Loránd, đại học Semmelweis và đại học Công nghệ và Kinh tế Budapest là những trường trong tốp 500 trên thế giới. Mở cửa năm 1896, hệ thống tàu điện ngầm Budapest phục vụ 1,27 triệu hành khách còn hệ thống xe điện Budapest phục vụ 1,08 triệu hành khách mỗi ngày. Budapest được xếp hạng là thành phố Trung và Đông Âu đáng sống nhất theo chỉ số chất lượng cuộc sống của EIU.
Lịch sử của Budapest bắt đầu với Aquincum, ban đầu là một khu định cư của người Celt, đã trở thành kinh đô La Mã của Hạ Pannonia. Người Magyar đã đến lãnh thổ này vào thế kỷ thứ 9 vào thế kỷ 9. Khu định cư đầu tiên của họ đã bị cướp bóc bởi quân Mông Cổ giai đoạn năm 1241-42.
Thị trấn được tái thiết lập đã trở thành một trong những trung tâm của văn hoá Phục hưng nhân bản vào thế kỷ 15. Sau trận Mohács và 150 năm sau khi thuộc Ottoman, sự phát triển khu vực đã chuyển sang một giai đoạn mới thịnh vượng vào các thế kỷ 18 và 19, và Budapest đã trở thành một thành phố toàn cầu sau khi hợp nhất vào năm 1873. Thành phố cũng đã trở thành thủ đô lớn thứ nhì của Đế quốc Áo-Hung, một cường quốc bị giải thể vào năm 1918. Budapest đã là trung điểm của cách mạng Hungaria năm 1848, Cộng hoà Xô Viết Hungary năm 1919, chiến dịch Panzerfaust năm 1944, chiến dịch Budapest năm 1945, và cách mạng Hungary năm 1956.
Được xem là một trong những thành phố đẹp nhất ở châu Âu, di sản thế giới UNESCO nằm ở thành phố này gồm hai bờ sông Donau, khu phố lâu đài Buda, đại lộ Andrássy, quảng trường các anh hùng và tuyến đường tàu điện ngầm Thiên niên kỷ, tuyến cổ thứ nhì thế giới. Các địa điểm nổi bật khác gồm tổng cộng 80 suối địa nhiệt, hệ thống hang động nước nóng lớn nhất thế giới, Hội đường Do Thái giáo Lớn lớn thứ nhì, và toà nhà Quốc hội Hungary.

## Từ nguyên học
"Budapest" là sự kết hợp của các thành phố Buda và Pest, hai thành phố này cùng với Óbuda, thống nhất vào năm 1873. Sự xuất hiện có tài liệu ban đầu về sự kết hợp của tên "Buda-Pest" là năm 1831 trong sách Világ (Thế giới/Ánh sáng) bởi Bá tước István Széchenyi.
Nguồn gốc của tên "Buda" và "Pest" không rõ ràng. "Buda" có thể đến từ:
- một phái sinh của Bod hoặc Bud, một tên người có gốc Turk, nghĩa là 'cành nhỏ'.[59]
- một tên người Slav, Buda, dạng ngắn của Budimír, Budivoj.[60]

Tuy nhiên, về mặt ngôn ngữ, một nguồn gốc từ Đức thông qua phái sinh tiếng Slav вода (voda, nước) là không thể, và không chắc chắn rằng một từ Turk thực sự xuất phát từ từ buta ~ buda 'cành, nhánh'.
Theo một truyền thuyết ghi lại trong biên niên sử từ thời Trung Cổ, Buda xuất phát từ tên của người sáng lập của nó, Bleda, anh trai của người cai trị Hunnic Attila.
Có một số giả thuyết về Pest. Có người cho rằng tên này bắt nguồn từ thời La Mã, vì có một pháo đài địa phương (Contra-Aquincum) gọi là Ptolemaios "Pession" ("Πέσσιον", iii.7.§ 2). Một người khác cho rằng Pest bắt nguồn từ từ tiếng Slav cho hang động, пещера, hoặc peștera. Một trích dẫn thứ ba пещ, hay peșt, nhắc đến một hang động nơi hỏa hoạn bị đốt cháy.

## Lịch sử

### Lịch sử ban đầu

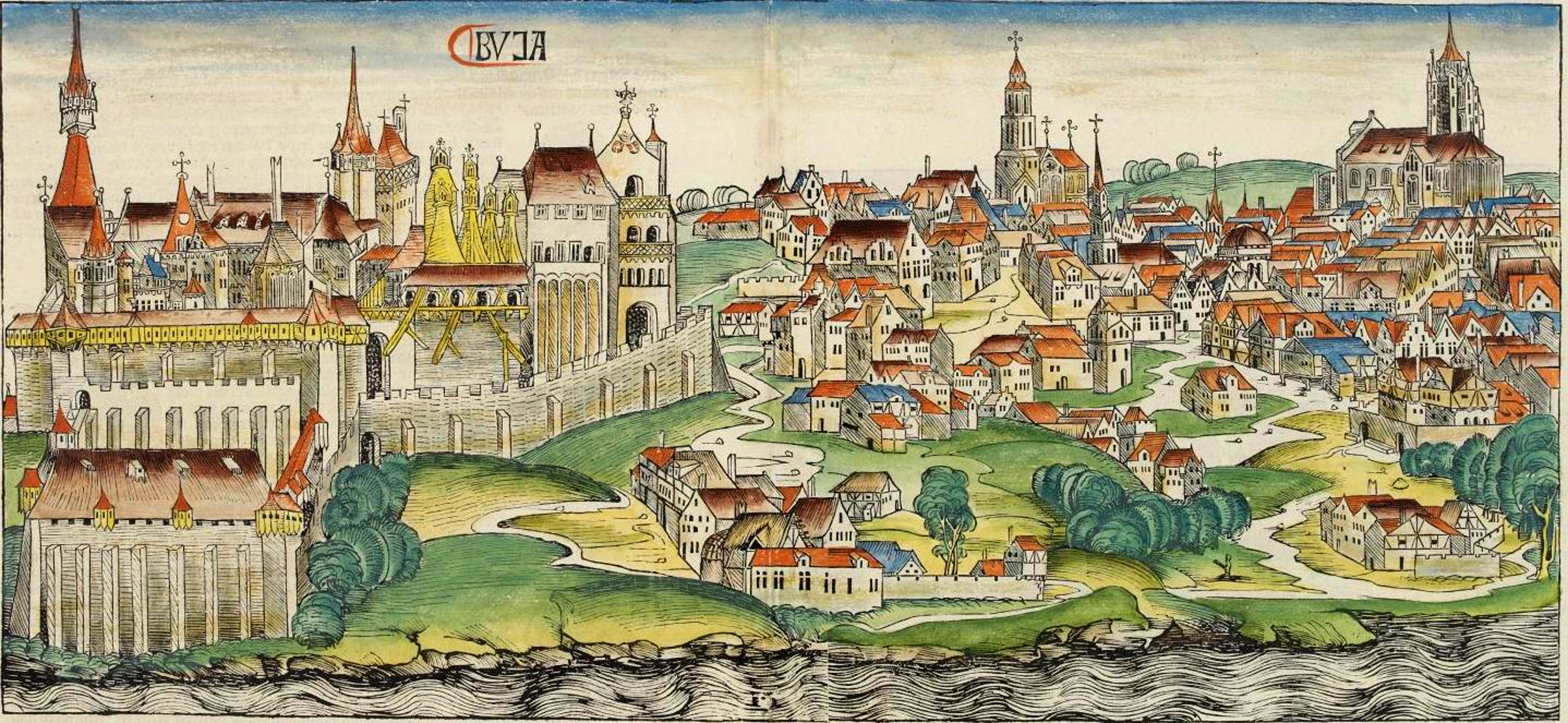
Buda trong thời Trung Cổ, bản khắc gỗ từ Nuremberg Chronicle (1493)

Khu định cư đầu tiên tại lãnh thổ Budapest được xây bởi người Celt trước năm 1 SCN. Sau đó nó bị chiếm bởi người La Mã. Khu định cư La Mã – Aquincum – trở thành thành phố chính của Pannonia Inferior năm 106 SCN. Ban đầu nó là một khu định cư quân sự, và dần dần thành phố phát triển xung quanh đó, khiến nó trở thành trung tâm của cuộc sống thương mại của thành phố. Ngày nay khu vực này tương ứng với quận Óbuda tại Budapest. Người La Mã xây đường, đài vòng, nhà tắm và nhà với sàn được sưởi trong khu quân sự được thành bao quanh này. Thành phố La Mã Aquincum là địa điểm La Mã được bảo tồn tốt nhất tại Hungary. Khu khảo cổ học được biến thành một bảo tàng với các khu vực trong nhà và ngoài trời.
Tộc Magyar dẫn đầu bởi Árpád, bị ép ra khỏi quê hương ban đầu của họ ở phía bắc Bulgaria bởi Tsar Simeon sau Trận Nam Buh, định cư tại vùng lãnh thổ này vào cuối thế kỷ thứ 9 thế chỗ cho những người định cư Bulgaria thành lập ra các thị trấn Buda và Pest, và một thế kỷ sau đó chính thức thành lập Vương quốc Hungary. Nghiên cứu đặt nơi cư trú có thể xảy ra của Árpáds là một nơi đầu tiên của quyền lực trung tâm gần những gì sau này trở thành Budapest. Sự xâm lược của người Tatar trong thế kỷ 13 nhanh chóng chứng minh rằng rất khó để xây dựng phòng thủ trên một đồng bằng. Vua Béla IV của Hungary do đó ra lệnh xây dựng các bức tường đá gia cố xung quanh các thị trấn và thiết lập cung điện hoàng gia của riêng mình trên đỉnh của những ngọn đồi bảo vệ của Buda. Năm 1361, nó trở thành thủ đô của Hungary.
Vai trò văn hóa của Buda đặc biệt quan trọng trong thời kỳ trị vì của Vua Matthias Corvinus. Phục Hưng của Ý có ảnh hưởng lớn đến thành phố. Thư viện của nó, Bibliotheca Corviniana, là bộ sưu tập lịch sử và các công trình khoa học và triết học vĩ đại nhất châu Âu trong thế kỷ 15, và chỉ đứng thứ hai về kích thước sau Thư viện Vatican. Sau sự thành lập của trường đại học Hungary đầu tiên tại Pécs năm 1367 (Đại học Pécs), đại học thứ hai được thành lập tại Óbuda năm 1395 (Đại học Óbuda). Cuốn sách Hungary đầu tiên được in tại Buda năm 1473. Buda có khoảng 5.000 người định cư vào khoảng năm 1500.

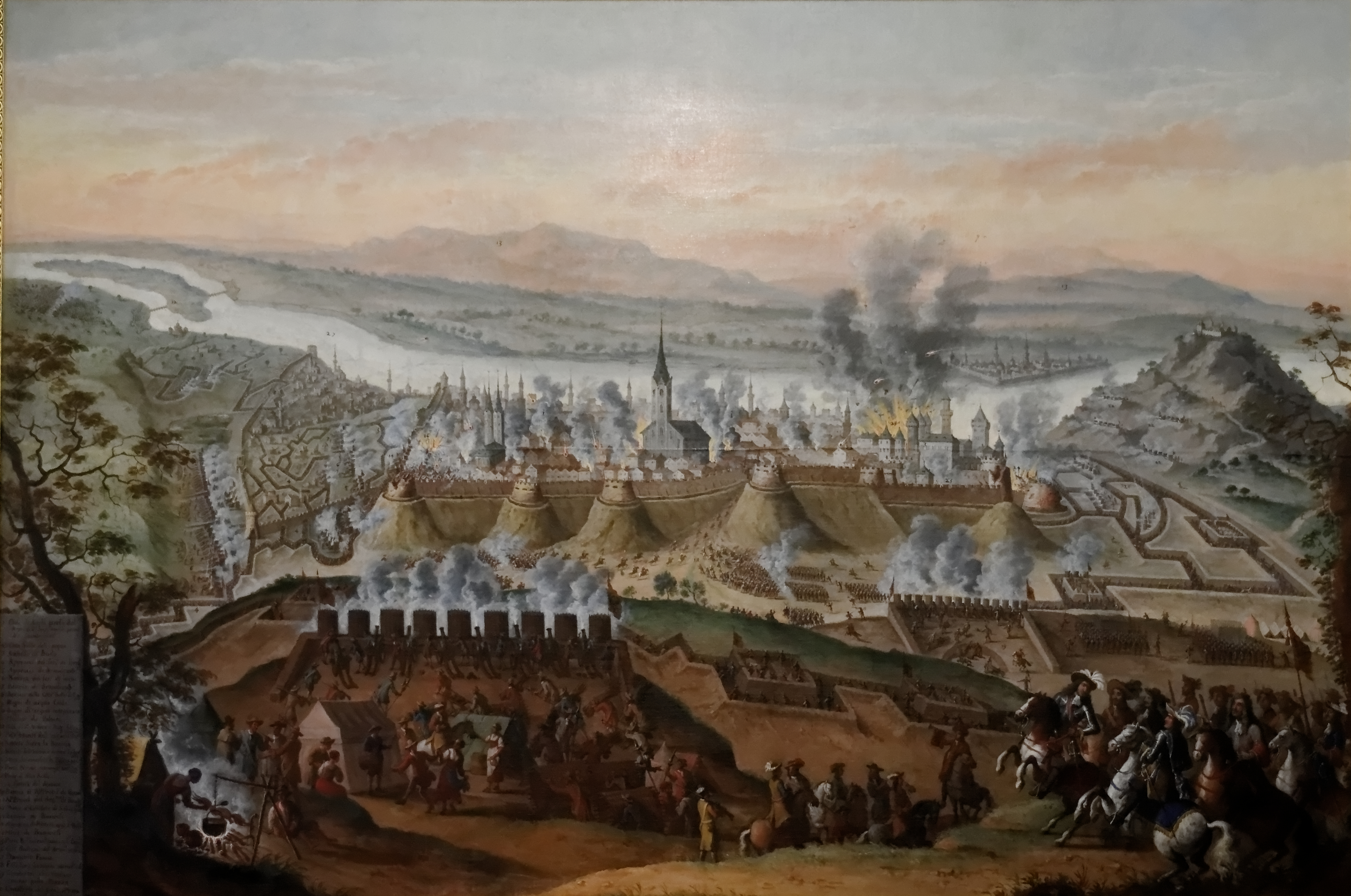
Chiếm lại Buda từ Đế quốc Ottoman, 1686 (tranh vẽ thế kỷ 17)

Người Ottoman xâm lược Buda năm 1526, cũng như năm 1529, và cuối cùng chiếm được nó năm 1541. Sự đô hộ của Thổ Nhĩ Kỳ kéo dài hơn 140 năm. Người Ottoman gốc Turk xây dựng nhiều phòng tắm nổi bật trong thành phố. Một số phòng tắm được xây dựng bởi người Turk trong thời gian cai trị của họ vẫn được sử dụng trong 500 năm sau (Nhà tắm Rudas và Nhà tắm Király). Năm 1547 số lượng Kitô hữu giảm xuống còn khoảng 1000, và tới năm 1647 nó giảm xuống chỉ còn khoảng 70. Phần phía tây bị chiếm của quốc gia này trở thành một phần của Đế quốc Habsburg được gọi là Hungary Hoàng gia.
Năm 1686, hai năm sau cuộc vây hãm Buda không thành công, một chiến dịch mới được bắt đầu để tiến vào chủ đô Hungary. Lần này, quân đội của Liên minh thần thánh lớn gấp đôi, bao gồm hơn 74.000 nghìn người, gồm có lính người Đức, người Croatia, người Hà Lan, người Hungary, người Anh, người Tây Ban Nha, người Séc, người Ý, người Pháp, người Burgundi, người Đan Mạch và người Thụy Điển, cùng với những người châu Âu khác với vai trò tình nguyện viên, pháo thủ và các sĩ quan. Quân Kitô bao vây Buda, và trong một số năm sau đó, tất cả những vùng đất trước đây thuộc về Hungary, trừ vùng gần Timișoara (Temesvár), bị lấy đi khỏi người Turk. Trong Hiệp ước Karlowitz năm 1699, những sự thay đổi về vùng lãnh thổ này được công nhận chính thức để cho thấy sự kết thúc sự cai trị của người Turk, và năm 1718 toàn bộ Vương quốc Hungary được giải phóng khỏi sự đô hộ của Ottoman.

## Địa lý

### Khí hậu
Khí hậu của Budapest nằm ở Khí hậu lục địa ẩm, Dfb/Cfb. Mùa đông lạnh, mùa hè nóng và ẩm. Lượng mưa lớn và giảm dần từ Tây sang Đông.
Khí hậu của Budapest có khí hậu lục địa ẩm (Köppen Dfb), với mùa đông khá lạnh và mùa hè ấm theo tiêu chuẩn khí hậu 1971-2000 khi sử dụng đẳng nhiệt 0 °C.
Mùa đông (tháng 11 đến đầu tháng 3) có thể lạnh và ít ánh nắng. Tuyết rơi khá thường xuyên trong hầu hết các năm, và nhiệt độ buổi tối là −10 °C (14 °F) không phải không phổ biến giữa tháng 12 và tháng 2. Những tháng mùa xuân (tháng 3 và tháng 4) có thời tiết thay đổi, với nhiệt độ trung bình tăng nhanh. Thời tiết vào cuối tháng 3 và tháng 4 thường rất dễ chịu vào ban ngày và trong lành vào ban đêm. Mùa hè dài của Budapest - kéo dài từ tháng 5 đến giữa tháng 9 - ấm áp hoặc rất ấm. Budapest có nhiều ánh nắng mùa hè giống như nhiều khu nghỉ dưỡng Địa Trung Hải. Các cơn mưa lớn bất ngờ cũng xảy ra, đặc biệt là vào tháng Năm và tháng Sáu. Mùa thu ở Budapest (giữa tháng 9 đến cuối tháng 10) được đặc trưng bởi mưa nhỏ và những ngày nắng dài với nhiệt độ vừa phải. Nhiệt độ thường trở nên lạnh hơn vào cuối tháng 10. Mùa xuân và mùa thu thường ôn hòa.
| Dữ liệu khí hậu của Budapest, 1971–2000 | Dữ liệu khí hậu của Budapest, 1971–2000 | Dữ liệu khí hậu của Budapest, 1971–2000 | Dữ liệu khí hậu của Budapest, 1971–2000 | Dữ liệu khí hậu của Budapest, 1971–2000 | Dữ liệu khí hậu của Budapest, 1971–2000 | Dữ liệu khí hậu của Budapest, 1971–2000 | Dữ liệu khí hậu của Budapest, 1971–2000 | Dữ liệu khí hậu của Budapest, 1971–2000 | Dữ liệu khí hậu của Budapest, 1971–2000 | Dữ liệu khí hậu của Budapest, 1971–2000 | Dữ liệu khí hậu của Budapest, 1971–2000 | Dữ liệu khí hậu của Budapest, 1971–2000 | Dữ liệu khí hậu của Budapest, 1971–2000 |
| Tháng                                   | 1                                       | 2                                       | 3                                       | 4                                       | 5                                       | 6                                       | 7                                       | 8                                       | 9                                       | 10                                      | 11                                      | 12                                      | Năm                                     |
| --------------------------------------- | --------------------------------------- | --------------------------------------- | --------------------------------------- | --------------------------------------- | --------------------------------------- | --------------------------------------- | --------------------------------------- | --------------------------------------- | --------------------------------------- | --------------------------------------- | --------------------------------------- | --------------------------------------- | --------------------------------------- |
| Cao kỉ lục °C (°F)                      | 18.1 (64.6)                             | 19.7 (67.5)                             | 25.4 (77.7)                             | 30.2 (86.4)                             | 34.0 (93.2)                             | 39.5 (103.1)                            | 40.7 (105.3)                            | 39.4 (102.9)                            | 35.2 (95.4)                             | 30.8 (87.4)                             | 22.6 (72.7)                             | 19.3 (66.7)                             | 40.7 (105.3)                            |
| Trung bình ngày tối đa °C (°F)          | 2.9 (37.2)                              | 5.5 (41.9)                              | 10.6 (51.1)                             | 16.4 (61.5)                             | 21.9 (71.4)                             | 24.6 (76.3)                             | 26.7 (80.1)                             | 26.6 (79.9)                             | 21.6 (70.9)                             | 15.4 (59.7)                             | 7.7 (45.9)                              | 4.0 (39.2)                              | 15.3 (59.5)                             |
| Trung bình ngày °C (°F)                 | 0.4 (32.7)                              | 2.3 (36.1)                              | 6.1 (43.0)                              | 12.0 (53.6)                             | 16.6 (61.9)                             | 19.7 (67.5)                             | 21.5 (70.7)                             | 21.2 (70.2)                             | 16.9 (62.4)                             | 11.8 (53.2)                             | 5.4 (41.7)                              | 1.8 (35.2)                              | 11.3 (52.3)                             |
| Tối thiểu trung bình ngày °C (°F)       | −1.6 (29.1)                             | 0.0 (32.0)                              | 3.5 (38.3)                              | 7.6 (45.7)                              | 12.1 (53.8)                             | 15.1 (59.2)                             | 16.8 (62.2)                             | 16.5 (61.7)                             | 12.8 (55.0)                             | 7.85 (46.13)                            | 2.9 (37.2)                              | 0.0 (32.0)                              | 7.8 (46.0)                              |
| Thấp kỉ lục °C (°F)                     | −25.6 (−14.1)                           | −23.4 (−10.1)                           | −15.1 (4.8)                             | −4.6 (23.7)                             | −1.6 (29.1)                             | 3.0 (37.4)                              | 5.9 (42.6)                              | 5.0 (41.0)                              | −3.1 (26.4)                             | −9.5 (14.9)                             | −16.4 (2.5)                             | −20.8 (−5.4)                            | −25.6 (−14.1)                           |
| Lượng Giáng thủy trung bình mm (inches) | 37 (1.5)                                | 29 (1.1)                                | 30 (1.2)                                | 42 (1.7)                                | 62 (2.4)                                | 63 (2.5)                                | 45 (1.8)                                | 49 (1.9)                                | 40 (1.6)                                | 39 (1.5)                                | 53 (2.1)                                | 43 (1.7)                                | 532 (20.9)                              |
| Số ngày giáng thủy trung bình           | 7                                       | 6                                       | 6                                       | 6                                       | 8                                       | 8                                       | 7                                       | 6                                       | 5                                       | 5                                       | 7                                       | 7                                       | 78                                      |
| Độ ẩm tương đối trung bình (%)          | 79                                      | 74                                      | 66                                      | 59                                      | 61                                      | 61                                      | 59                                      | 61                                      | 67                                      | 72                                      | 78                                      | 80                                      | 68.1                                    |
| Số giờ nắng trung bình tháng            | 62                                      | 93                                      | 137                                     | 177                                     | 234                                     | 250                                     | 271                                     | 255                                     | 187                                     | 141                                     | 69                                      | 52                                      | 1.988                                   |
| Nguồn: Hungarian Meteorological Service |                                         |                                         |                                         |                                         |                                         |                                         |                                         |                                         |                                         |                                         |                                         |                                         |                                         |

### Các quận
| 23 quận của Budapest  |                                                            |                     |                     |                     |
| Hành chính            | Hành chính                                                 | Dân số              | Diện tích và mật độ | Diện tích và mật độ |
| Quận                  | Tên chính thức                                             | Chính thức năm 2013 | km²                 | Người/km²           |
| I                     | Várkerület                                                 | 24,528              | 3.41                | 7,233               |
| II                    | Rózsadomb                                                  | 88,011              | 36.34               | 2,426               |
| III                   | Óbuda-Békásmegyer                                          | 123,889             | 39.69               | 3,117               |
| IV                    | Újpest                                                     | 99,050              | 18.82               | 5,227               |
| V                     | Belváros-Lipótváros                                        | 27,342              | 2.59                | 10,534              |
| VI                    | Terézváros                                                 | 43,377              | 2.38                | 18,226              |
| VII                   | Erzsébetváros                                              | 64,767              | 2.09                | 30,989              |
| VIII                  | Józsefváros                                                | 85,173              | 6.85                | 11,890              |
| IX                    | Ferencváros                                                | 63,697              | 12.53               | 4,859               |
| X                     | Kőbánya                                                    | 81,475              | 32.5                | 2,414               |
| XI                    | Újbuda                                                     | 145,510             | 33.47               | 4,313               |
| XII                   | Hegyvidék                                                  | 55,776              | 26.67               | 2,109               |
| XIII                  | (không có tên chính thức)                                  | 118,320             | 13.44               | 8,804               |
| XIV                   | Zugló                                                      | 123,786             | 18.15               | 6,820               |
| XV                    | Rákospalota, Pestújhely, Újpalota                          | 79,779              | 26.95               | 2,988               |
| XVI                   | Árpádföld, Cinkota, Mátyásföld, Sashalom, Rákosszentmihály | 68,235              | 33.52               | 2,037               |
| XVII                  | Rákosmente                                                 | 78,537              | 54.83               | 1,418               |
| XVIII                 | Pestszentlőrinc-Pestszentimre                              | 94,663              | 38.61               | 2,414               |
| XIX                   | Kispest                                                    | 62,210              | 9.38                | 6,551               |
| XX                    | Pesterzsébet                                               | 63,887              | 12.18               | 5,198               |
| XXI                   | Csepel                                                     | 76,976              | 25.75               | 2,963               |
| XXII                  | Budafok-Tétény                                             | 51,071              | 34.25               | 1,473               |
| XXIII                 | Soroksár                                                   | 19,982              | 40.78               | 501                 |
| Thành phố Budapest    | Thành phố Budapest                                         | 1,740,041           | 525.2               | 3,314.9             |
| Hungary               | Hungary                                                    | 9,937,628           | 93,030              | 107.2               |
| Nguồn: Eurostat, HSCO |                                                            |                     |                     |                     |

Hầu hết Budapest ngày nay là kết quả của sự đổi mới tỏng thế kỷ 19, nhưng đại lộ rộng khi đó chỉ bao quanh và chia đôi nhiều khu vực hoạt động cũ hơn được tạo ra bởi nhiều thế kỷ trong sự phát triển của thành phố Budapest. Đô thị rộng lớn của Budapest thường được mô tả bằng cách sử dụng một bộ các tên quận. Đây là một trong hai chỉ định không chính thức, phản ánh tên của các làng đã được nhập vào các khu, hoặc được thay thế các đơn vị hành chính của các quận cũ.
Một số tên vẫn được sử dụng theo truyền thống, mỗi tên đề cập tới một vùng với đặc trưng riêng, nhưng không có ranh giới chính thức.
Ban đầu, Budapest có 10 quận sau khi thành lập bằng cách thống nhất ba thành phố năm 1873. Kể từ năm 1950, vùng Đại Budapest được chia thành 22 khu (và 23 từ năm 1994). Vào thời điểm đó đã có những thay đổi cả về thứ tự của các quận và về kích cỡ của chúng. Thành phố hiện nay bao gồm 23 quận, 6 ở Buda, 16 ở Pest và 1 trên Đảo Csepel ở giữa chúng.
Trung tâm thành phố theo nghĩa rộng hơn bao gồm Quận V, VI, VII, VIII, IX và XIII ở phía Pest, và I, II, XI và XII ở phía Buda của thành phố.
Quận I là một khu vực nhỏ ở trung tâm Buda, bao gồm lâu đài Buda. Quận II cũng ở Buda, ở phía tât bắc, và Quận III trải dài theo phía rìa bắc của Buda. Muốn tới Quận IV phải đi qua sông Danube để đến Pest (ở phía đông), và cũng ở phía bắc. Với Quận V, một vòng tròn khác bắt đầu, nó nằm ngay ở trung tâm của Pest. Quận VI, VII, VIII và IX là những quận nằm cạnh về phía đông, đi xuống phía nam, lần lượt nằm cạnh nhau.
Quận X nằm ở một vòng tròn khác xa hơn cũng ở Pest, nhưng sang lại phía Buda nếu muốn đến Quận XI và XII, đi về phía bắc. Không còn quận nào khác ở vòng tròn này, phải quay lại về phía Pest để đến quận XIII, XIV, XV, XVI, XVII, XVIII, XIX và XX (phần xa nhất của thành phố), gần thành hình bán nguyệt, quay lại về phía nam.
Quận XXI là mở rộng của tuyến đường trên về phía một nhánh của Danube, ở đầu phía bắc của đảo dài phía nam Budapest. Quận XXII vẫn ở trên tuyến đó về phía tây nam Buda, và cuối cùng là Quận XXIII ở rìa phía nam của Pest, không theo quy luật chỉ vì nó là một phần của Quận XX tới năm 1994.

## Nhân khẩu học
| Budapest so với Hungary và EU  |            |           |                   |
|                                | Budapest   | Hungary   | Liên minh Châu Âu |
| Tổng dân số                    | 1.740.041  | 9.937.628 | 507.890.191       |
| Thay đổi dân số, 2004 tới 2014 | +2,7%      | −1,6%     | +2,2%             |
| Mật độ dân số                  | 3.314 /km² | 107 /km²  | 116 /km²          |
| GDP trên đầu người PPP         | 52.770 $   | 28.965 $  | 33.084 $          |
| Bằng cử nhân hoặc cao hơn      | 34,1%      | 19,0%     | 27,1%             |
| Người sinh ra ở nước ngoài     | 7,3%       | 1,7%      | 6,3%              |

Budapest là thành phố đông dân nhất Hungary và một trong những thành phố lớn nhất trong Liên minh Châu Âu, với số người định cư tăng dần, ước tính 1.742.000 người năm 2014, với số người di cư vào bên trong nhiều hơn số người di cư ra bên ngoài. Những xu hướng này có thể được nhìn thấy khắp vùng đô thị Budapest, là nơi sống của 3,3 triệu người. Con số ngày chiếm 34% dân số Hungary.
Năm 2014, thành phố này có mật độ dân số 3.314 người trên kilômét vuông (8.580/dặm vuông), nó là khu tự quản đông dân nhất Hungary. Mật độ dân số của Elisabethtown-Quận VII là 30.989/km² (80.260/dặm vuông), là mật độ dân số cao nhất tại Hungary và là một trong những nơi có mật độ dân số cao nhất thế giới, có thể so sánh với mật độ dân số của Manhattan là 25.846/km².
Budapest là "thành phố phát triển năng động" thứ tư theo dân số tại châu Âu, và Euromonitor dự đoán dân số sẽ tăng lên gần 10% giữa năm 2005 và 2030. Mạng lưới Quan sát Châu Âu về Phát triển Lãnh thổ và Sự gắn kết nói rằng dân số Budapest sẽ tăng từ 10% đến 30% chỉ do nhập cư cho tới năm 2050. Một dòng chảy liên tục của người nhập cư trong những năm gần đây đã thúc đẩy tăng trưởng dân số ở Budapest. Lợi ích về năng suất và tỷ trọng dân số hoạt động kinh tế tương đối lớn giải thích tại sao thu nhập gia đình ở Budapest đã tăng đến một mức độ lớn hơn so với các khu vực khác của Hungary. Thu nhập cao hơn ở Budapest được phản ánh trong phần chi tiêu thấp hơn mà cư dân của thành phố phân bổ cho chi tiêu cần thiết như thức ăn và đồ uống không cồn.
Trong cuộc thống kê dân số năm 2011, có 1.729.040 người với 906.782 hộ gia đình sống tại Budapest. Khoảng 1,6 triệu người từ vùng đô thị này có thể ở trong Budapest vào giờ làm việc, cà trung những sự kiện đặc biệt. Sự biến động số lượng người này là do hàng trăm ngàn cư dân ngoại thành đến thành phố với mục đích làm việc, giáo dục, chăm sóc sức khỏe và các sự kiện đặc biệt.
Theo sắc tộc có 1.397.851 (80,8%) người Hungary, 19.530 (1,1%) người Di-gan, 18.278 (1,0%) người Đức, 6.189 (0,4%) người Romania, 4.692 (0,3%) người Trung Quốc và 2.581 (0,1%) người Slovakia. 301.943 người (17,5%) không tuyên bố sắc tộc của họ. Tại Hungary mọi người có thể tuyên bố nhiều hơn một sắc tộc, nên tổng số người theo các sắc tộc nhiều hơn tổng dân số. Thành phố này là nơi ở một trong những cộng đồng người Do Thái lớn nhất tại châu Âu.
Cũng theo thống kê đó, 1.600.585 người (92,6%) sinh ra tại Hungary, 126.036 người (7,3%) sinh ra bên ngoài Hungary trong khi có 2.419 người (0,1%) không rõ nơi sinh.
Mặc dù chỉ 1,7% dân số Hungary năm 2009 là người nước ngoài, 43% trong số họ sống tại Budapest, chiếm 4,4% dân số thành phố (tăng lên từ 2% năm 2001). Gần hai phần ba người nước ngoài sống ở Hungary dưới 40 tuổi. Động lực chính cho nhóm tuổi này sống ở Hungary là việc làm.
Theo thống kê dân số năm 2011, 1.712.153 người (99,0%) nói tiếng Hungary, trong đó 1.692.815 người (97,9%) coi nó là ngôn ngữ đầu tiên, trong khi 19.338 người (1,1%) coi nó là ngôn ngữ thứ hai. Các tiếng (nước ngoài) được nói khác là: tiếng Anh (536.855 người nói, 31,0%), tiếng Đức (266.249 người nói, 15.4%), tiếng Pháp (56.208 người nói, 3,3%) và tiếng Nga (54.613 người nói, 3,2%).
Budapest là nơi ở của cộng đồng Công giáo đông dân nhất tại Trung Âu, gồm có 698.521 người (40,4%) năm 2011. Theo cuộc thống kê năm 2011, có 501.117 (29,0%) người theo Công giáo Rôma, 146.756 (8,5%) người theo Thần học Calvin, 30.293 (1,8%) người theo Giáo hội Luther, 16.192 (0,9%) người theo Công giáo Hy Lạp, 7.925 (0,5%) người theo Do Thái giáo và 3.710 (0,2%) người theo Chính thống giáo tại Budapest. 395.964 người (22,9%) không tôn giáo trong khi 585.475 người (33,9%) không công bố tôn giáo. Một báo cáo của Cơ quan Thống kê Trung Hungary cho thấy rằng số lượng người Di-gan tại Budapest tăng từ 2% năm 1990 đến 4,6% năm 2009.

## Các địa điểm chính và du lịch

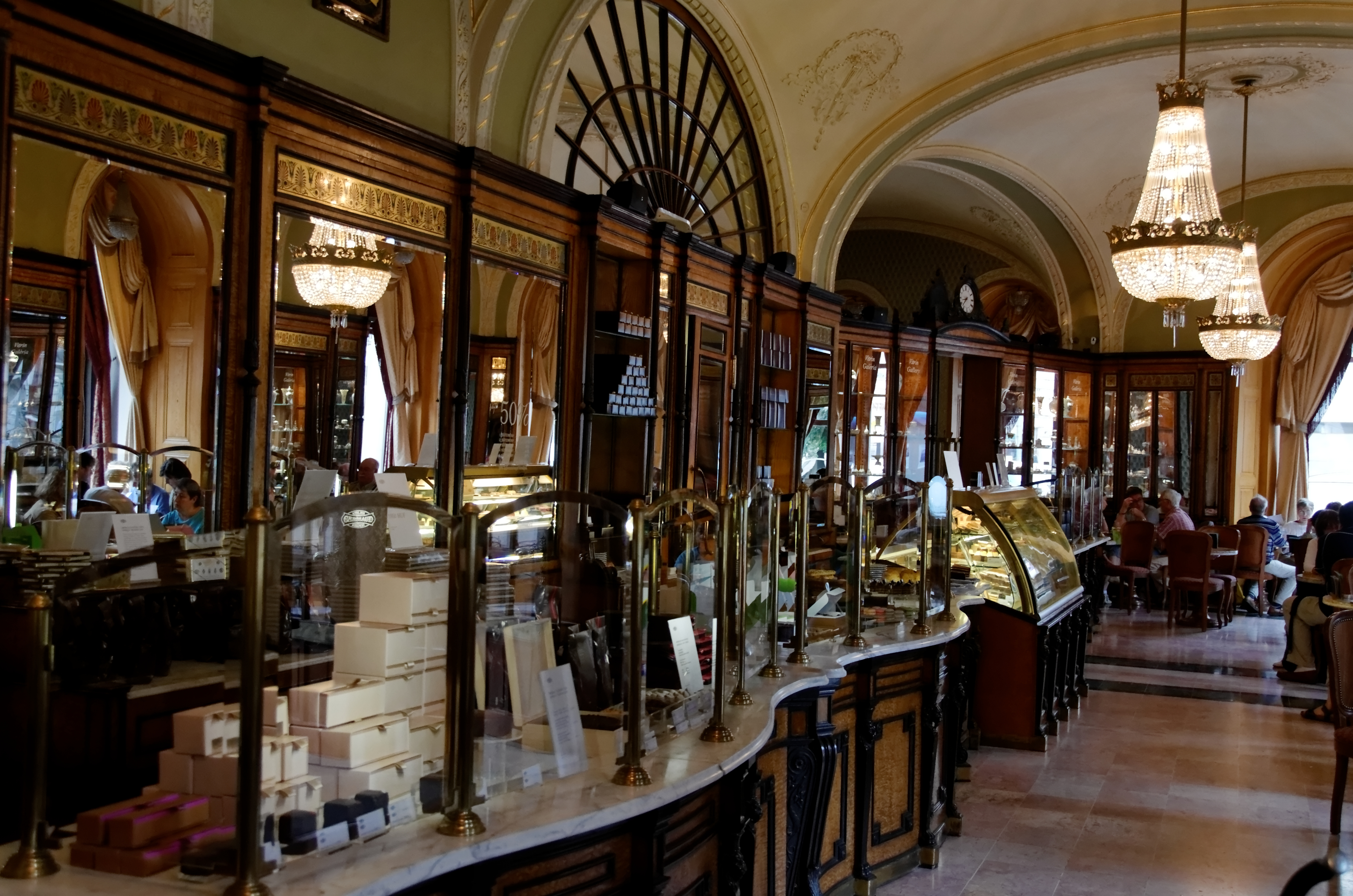
Bên trong Café Gerbeaud

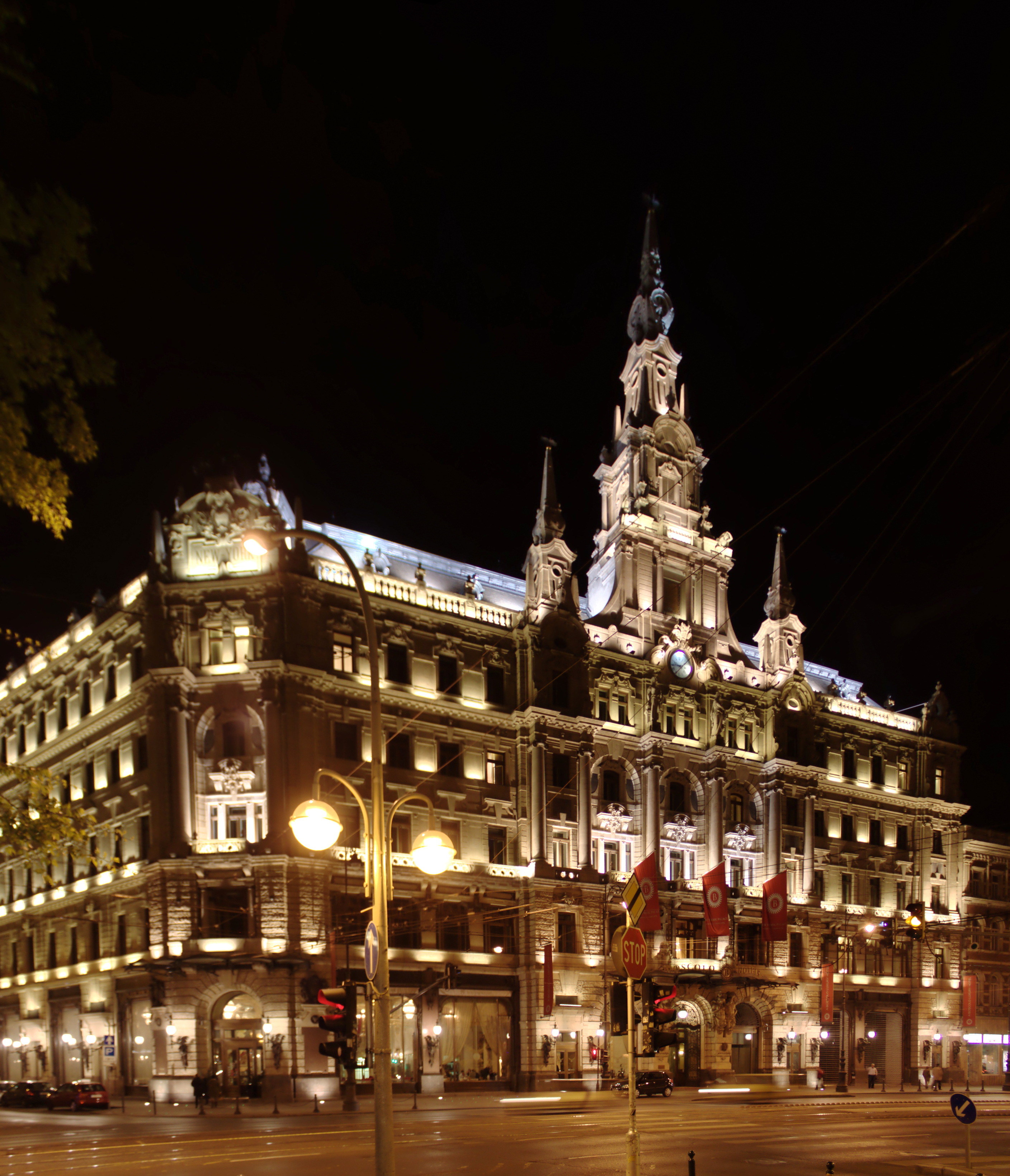
Khách sạn Boscolo, quán cà phê tại tầng một, một khách sạn 107 phòng ở trên

Nhà quốc hội kiến trúc Gothic thời Phục Hưng, tòa nhà lớn nhất tại Hungary với chiều dài 268 mét (879 ft), trong đó có Vương miện Thần thánh Hungary. Ẩm thực Hungary và văn hóa cà phê: ví dụ, Gerbeaud Café và Százéves, Biarritz, Fortuna, Alabárdos, Arany Szarvas, Kárpátia và nhà hàng nổi tiếng thế giới Mátyás Pince. Có các di tích La Mã tại bảo tàng Aquincum, và những dụng cụ lịch sử tại bảo tàng Lâu đài Nagytétény, chỉ là 2 trong số 223 bảo tàng tại Budapest. Một bảo tàng lịch sử khác là House of Terror, bên trong tòa nhà là nơi gặp gỡ của tổng hành dinh Nazi. Đồi Lâu đài, bờ sông Danube và toàn bộ Andrássy út đã được công nhận là di sản văn hóa thế giới UNESCO.
Đồi Lâu đài và Quận Lâu đài; có 3 nhà thờ ở đây, sáu bảo tàng, và một nhóm nhà, đường, quảng trường thú vị. Cung điện hoàng gia trước đây là một trong những biểu tượng của Hungary – và đã là nơi nhiều trận chiến xảy ra kể từ thế kỷ 13. Ngày nay nó chứa hai bảo tàng ấn tượng và Bảo tàng Széchenyi Quốc gia. Cung điện Sándor gần đó gồm có các văn phòng và nơi ở chính thức của Tổng thống Hungary. Nhà thờ Matthias bảy trăm tuổi là một trong những báu vật của Budapest, nó có phong cách neo-Gothic, được trang trí với đá cuội màu sắc và những đỉnh nhọn tinh tế. Cạnh đó là tượng cưỡi ngựa của vị vua đầu tiên của Hungary, Vua Saint Stephen, và đằng sau đó là Fisherman's Bastion, được xây năm 1905 bởi kiến trúc sư Frigyes Schulek, Fishermen's Bastions được đặt tên theo liên đoàn cùng tên mà trong thời Trung Cổ có nhiệm vụ bảo vệ phần này của thành lũy, từ đây có thể nhìn toàn cảnh thành phố. Tượng của Turul, con chim bảo hộ thần thoại của Hungary, có thể được tìm thấy ở cả Quận Lâu đài và Quận 12.
Hội đường Do Thái giáo Đường Dohány là Hội đường Do Thái giáo lớn nhất châu âu, và là Hội đường Do Thái giáo lớn thứ hai còn hoạt động trên thế giới. Hội đường Do Thái giáo này nằm ở quận Do Thái và gồm một số khu đất tại trung tâm Budapest được tiếp giáp bởi đường Király utca, Wesselényi utca, Grand Boulevard và Bajcsy Zsilinszky. Nó được xây theo phong cách Marốc phục hưng năm 1859 và có sức chứa chỗ ngồi là 3.000 chỗ. Cạnh đó là một bức điêu khắc mô phỏng một cây liễu rủ bằng thép để tưởng nhớ tạn nhân người Hungary của Holocaust.

### Suối khoáng

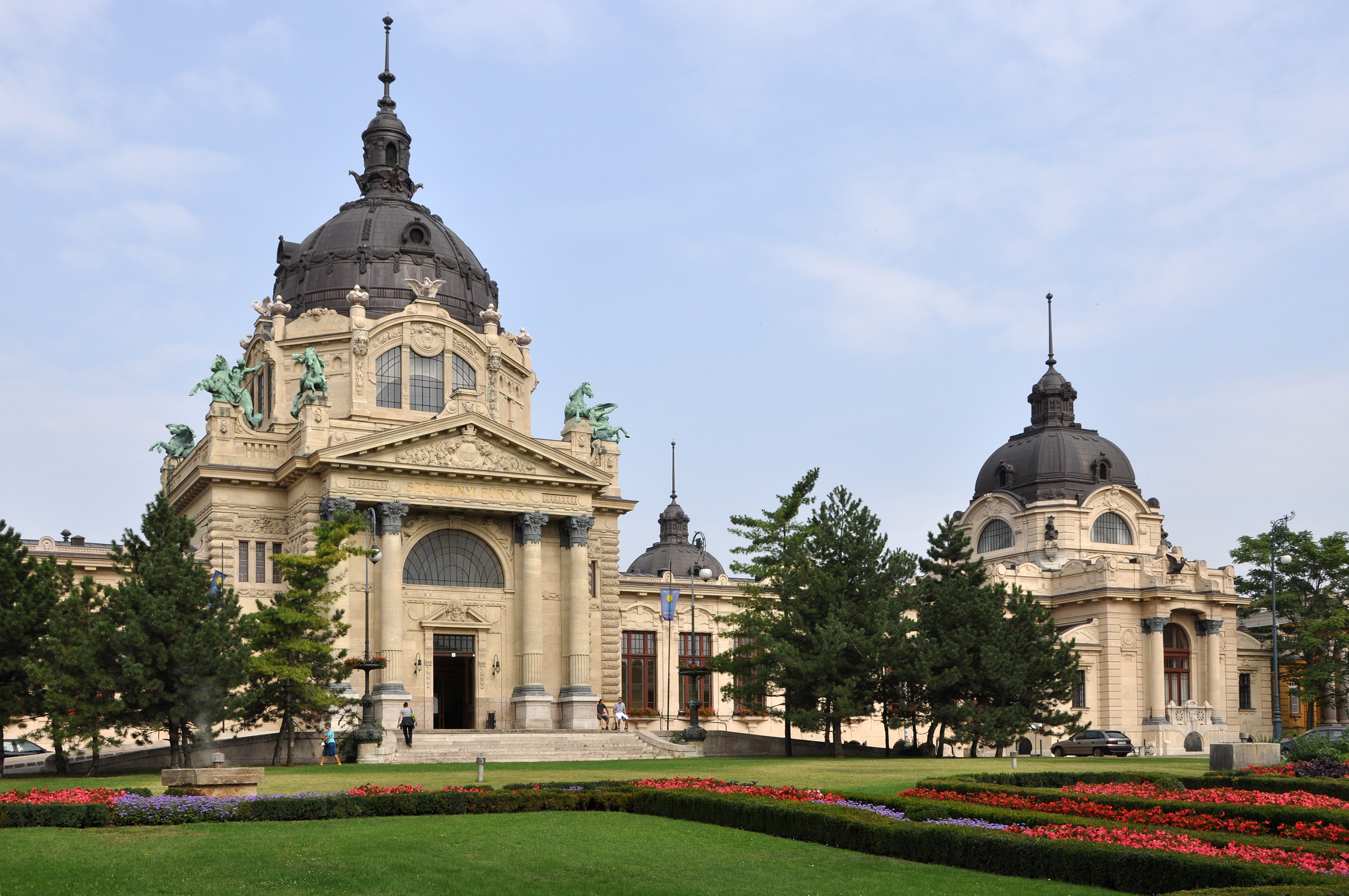
Nhà tắm nước nóng Széchenyi tại Công viên Thành phố

Một trong những lý do người La Mã quyết định định cư ở khu vực ngay phía tây sông Danube và thành lập thủ đô vùng miền tại Aquincum (bây giờ là một phần của Óbuda, ở phía bắc Budapest) là để họ có thể sử dụng và tận hưởng suối nước nóng. Cũng có những tàn tích có thể thấy ngày nay của rất nhiều nhà tắm được xây trong khoảng thời gian này. Những nhà tắm mới được tây trong thời kỳ Thổ Nhĩ Kỳ (1541–1686) có mục đích để tắm và cũng dùng để chữa bệnh, và một số trong đó vẫn được sử dụng tới ngày nay.
Budapest đã có được danh tiếng là một thành phố của suối khoáng trong những năm 1920, sau khi lần đầu nhận ra tiềm năng kinh tế nước nóng trong việc thu hút du khách. Thật vậy, năm 1934, Budapest được chính thức xếp hạng là "Thành phố của suối khoáng". Ngày nay, các phòng tắm chủ yếu được sử dụng thường xuyên bởi thế hệ lớn tuổi, như, với ngoại lệ là vũ trường nước "Magic Bath" và "Cinetrip", những người trẻ tuổi có xu hướng thích bể bơi ngoài trời được mở trong mùa hè.
Việc xây dựng các phòng tắm Király bắt đầu vào năm 1565, và hầu hết các tòa nhà ngày nay có niên đại từ thời kỳ Thổ Nhĩ Kỳ, đáng chú ý nhất là hồ bơi có mái vòm đẹp.

## Cơ sở hạ tầng và giao thông vận tải

### Sân bay

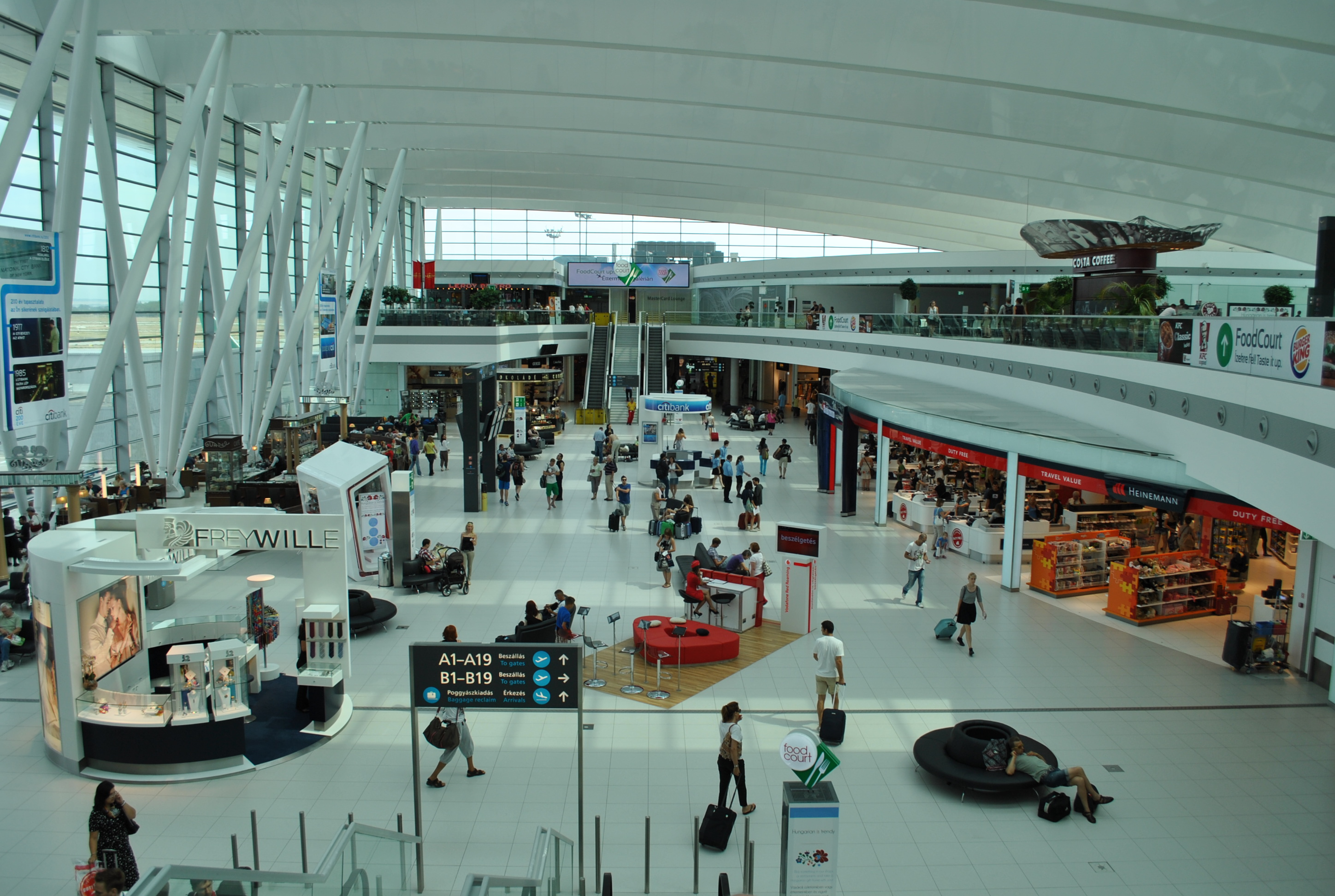
Phòng chờ chất và hạ cánh giữa ga 2A và 2B, gọi là SkyCourt tại sân bay quốc tế Budapest

Budapest có Sân bay quốc tế Ferenc Liszt Budapest (BUD) (được đặt tên theo Franz Liszt, nhà soạn nhạc Hungary nổi tiếng), một trong những sân bay đông đúc nhất tại Trung và Đông Âu, nằm ở 16 kilômét (9,9 mi) về phía đông nam trung tâm Budapest, tại Quận XVIII. Sân bay này giúp kết nối quốc tế với hầu hết các thành phố lớn tại châu Âu, và cũng kết nối tới Bắc Mỹ, châu Phi và Trung Đông.
Vì là sân bay đông đúc nhất của Hungary, quản lý gần như tất cả giao thông hàng không của quốc gia. Budapest Liszt Ferenc quản lý khoảng 250 chuyến bay có kế hoạch mỗi ngày năm 2013, và ngày càng nhiều chuyến bay thuê bao. Luân Đôn, Brussels, Frankfurt, Munich, Paris, và Amsterdam lần lượt là những kết nối quốc tế đông đúc nhất, trong khi Toronto, Montreal, Dubai, Doha và Alicante là những điểm đến ít chuyến nhất.
Ngày nay sân bay là trụ sở của Ryanair, Wizz Air, Budapest Aircraft Service, CityLine Hungary, Farnair Hungary và Travel Service Hungary. Sân bay này có thể được tiếp cận bằng các phương tiện giao thông công cộng từ trung tâm bởi tuyến Metro số 3 và sau đó là xe buýt sân bay số 200E.
Là một phần của kế hoạch phát triển chiến lược, 561 triệu euro đã được sử dụng vào việc mở rộng và hiện đại hóa cơ sở hạ tầng sân bay cho tới tháng 12 năm 2012. Hầu hết những sự phát triển ngày đã được hoàn thiện, những phần được hoãn lại là khu vực hàng hóa mới và cảng mới cho ga 2A và 2B, nhưng những sự phát triển này hiện chỉ để dự phòng, và sẽ được bắt đầu ngay khi lưu lượng của sân bay đạt mức độ thích hợp.
SkyCourt, tòa nhà mới nhất có kiến trúc nghệ thuật giữa ga 2A và 2B gồm có 5 tầng. Kiểm tra an toàn của hành khách được chuyển tới đây cùng với khu phân loại hàng hóa mới, khu phòng chờ thương gia mới của Malév và SkyTeam, cũng là phòng chờ thẻ Master đầu tiên tại châu Âu.

### Giao thông công cộng

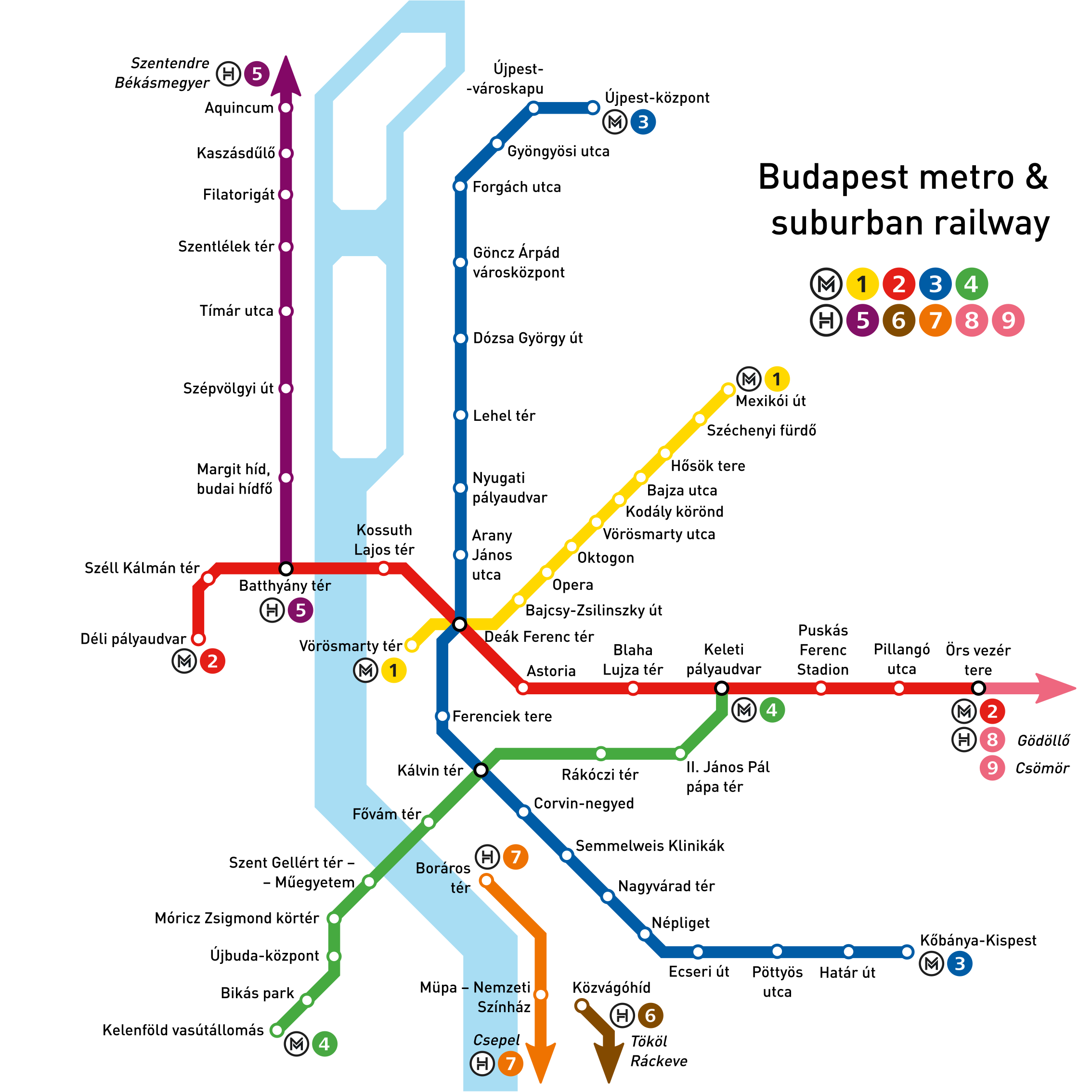
Hệ thống tàu điện ngầm của Budapest trong thành phố và ngoại ô

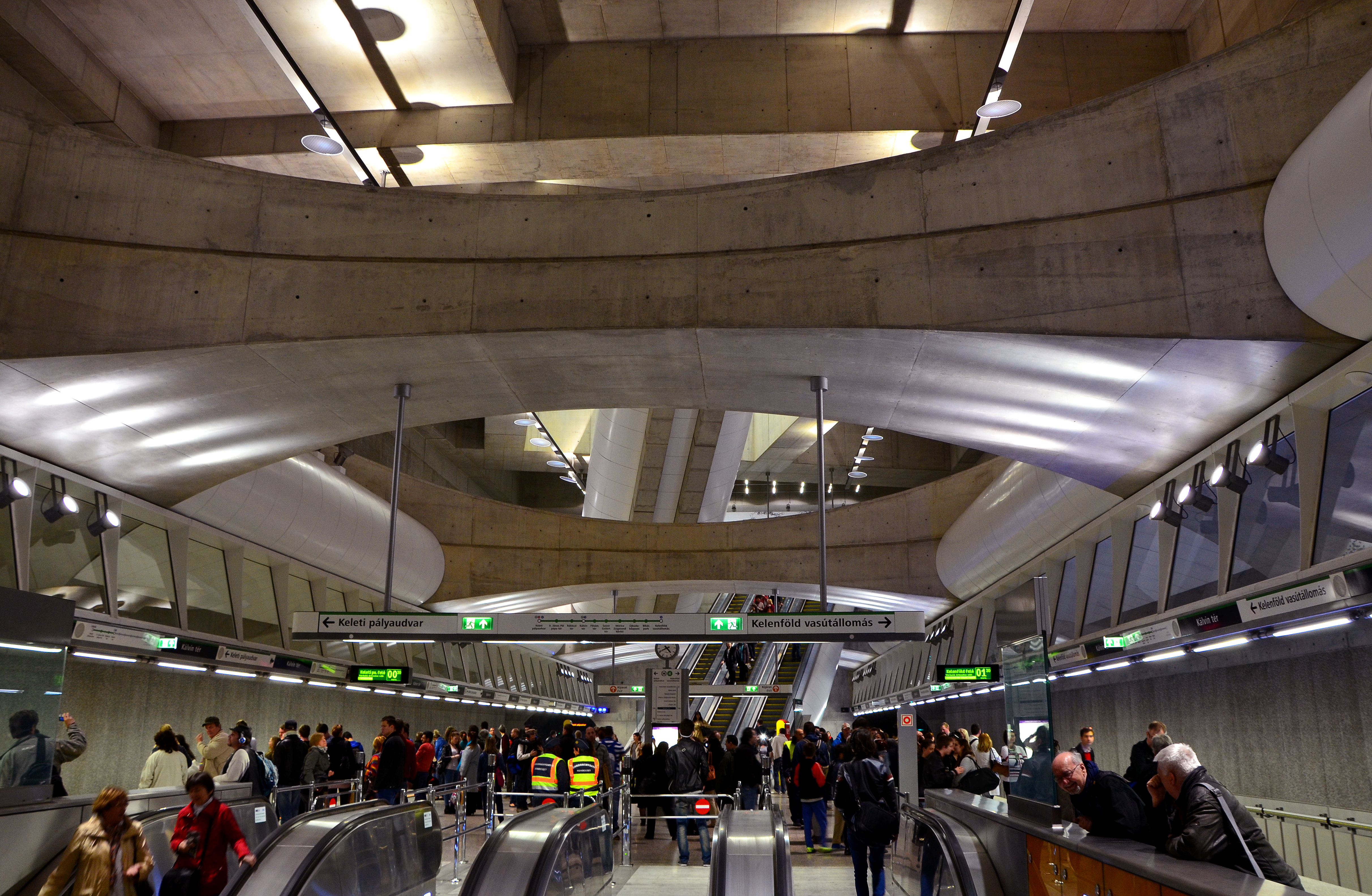
Tuyến Xanh lục 4, một tuyến tàu điện ngầm không người lái với hệ thống PIDS tại quảng trường Kálvin, di chuyển từ ga tới Tuyến Xanh lam 3

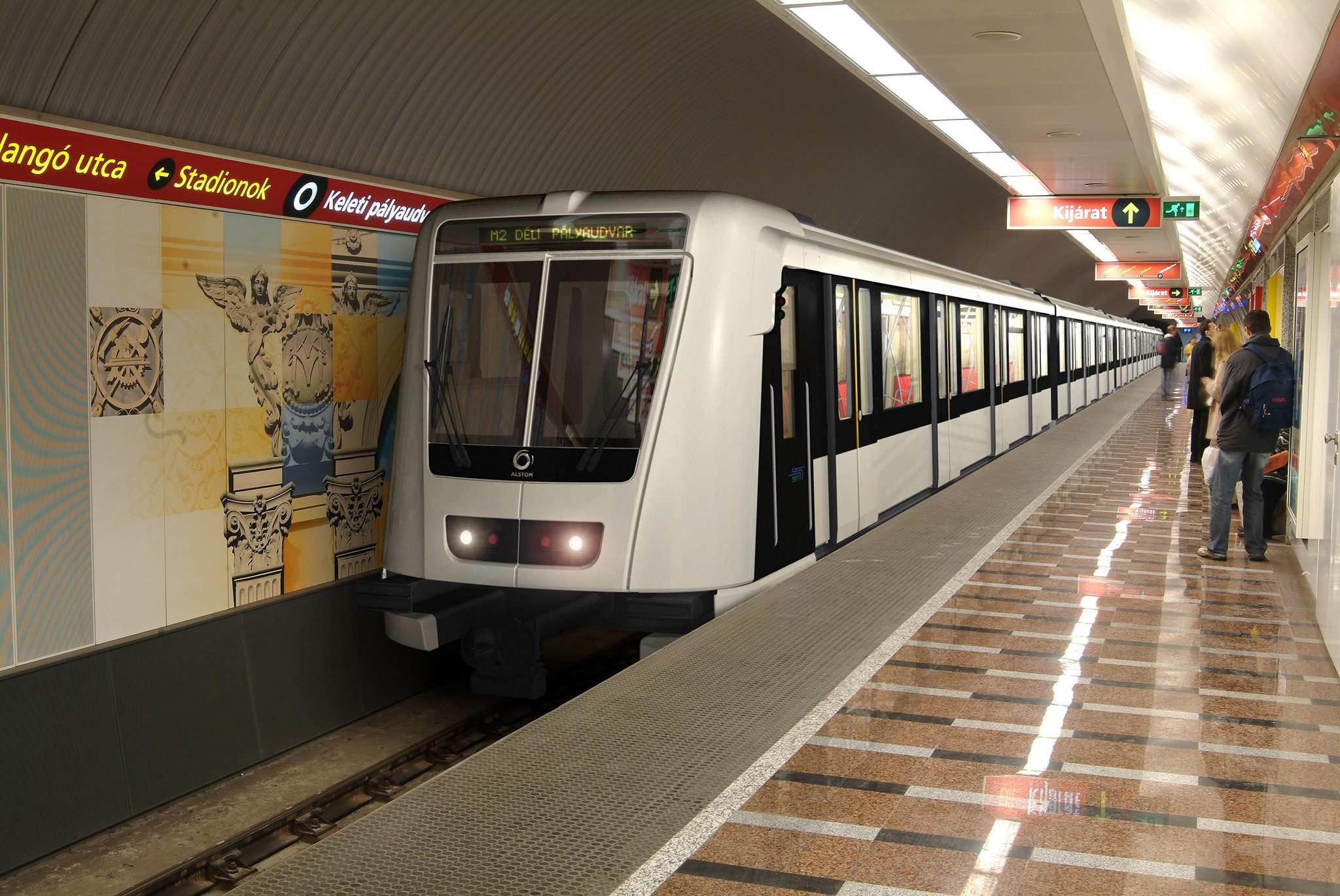
Alstom Metropolis trên Red Line 2 tại ga đường sắt Keleti, một trung tâm vận tải đa phương tới tuyến xanh lục 4 và đường sắt

Giao thông công cộng tại Budapest được cung cấp bởi Trung tâm Vận tải Budapest (BKK, Budapesti Közlekedési Központ), một trong những thẩm quyền vận tải lớn nhất tại châu Âu. BKK vận hành 4 tuyến tàu điện ngầm (bao gồm Tuyến 1, đường sắt ngầm đầu tiên tại lục địa châu Âu), 5 tuyến đường sắt ngoại ô, 33 tuyến xe điện, 15 tuyến xe điện bánh hơi, 264 tuyến xe buýt (bao gồm 40 tuyến đêm), 4 tàu thủy, và BuBi, một hệ thống chia sẻ xe đạp thông minh. Trong một ngày trong tuần trung bình, các tuyến của BKK vận tải 3,9 triệu người; năm 2011, nó vận hành tổng cộng 1,4 tỷ hành khách. Năm 2014, 65% lượng người tham gia giao thông tại Budapest sử dụng phương tiện giao thông công cộng và 35% bằng ô tô. Mục tiêu là 80%–20% năm 2030 theo chiến lược của BKK.
Sự phát triển của complex hệ thống giao thông thông minh phức tạp trong thành phố tiến triển nhanh chóng; việc áp dụng đèn giao thông thông minh rất phổ biến, chúng được quản lý bằng GPS và máy tính và tự động ưu tiên các phương tiện giao thông được kết nối GPS, cũng như giao thông được đo và phân tích trên đường và người lái xe được thông báo về thời gian di chuyển và giao thông dự kiến bởi màn hình thông minh (dự án EasyWay). Người sử dụng phương tiện giao thông công cộng ngay lập tức được thông báo về bất cứ thay đổi nào về giao thông công cộng trực tuyến, trên màn hình điện thoại thông minh và hệ thống thông tin hành khách (PIDS), người lái xe cũng nhận biết được thay đổi về giao thông và quản lý đường sá trong thời gian thực trực tuyến và trên điện thoại thông minh qua BKK Info. Tất cả các phương tiện cũng có thể được theo dõi trực tuyến và trên điện thoại thông minh với hệ thống PIDS Futár, cùng với đó việc đưa ra hệ thống vé tích hợp trực tuyến sẽ hỗ trợ việc đo số lượng hành khách trên mỗi tuyến và quản lý thông minh tần suất dịch vụ.

### Đường và đường sắt

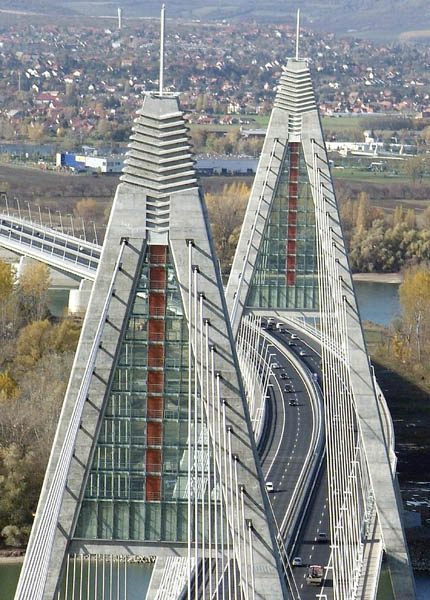
Cầu Megyeri trên đường vành đai quốc lộ M0 xung quanh Budapest

Budapest là nơi trung chuyển đường sá quan trọng nhất, với tất cả các xa lộ và đường sắt chính kết thúc tại phạm vi thành phố. Hệ thống đường trong thành phố được thiết kế theo cách tương tự như của Paris, với một số đường vành đai và các con đường tỏa ra từ trung tâm. Đường vành đai M0 xung quanh Budapest sắp hoàn thành, chỉ có một phần bị thiếu ở phía tây do các tranh chấp địa phương. Hiện tại đường vành đai dài 80 kilômét (50 dặm), và sau khi hoàn thành, nó sẽ có chiều dài là 107 kilômét (66 mi).
Thành phố là một trung tâm giao thông quan trọng vì tất cả các tuyến đường chính của châu Âu và các tuyến đường sắt châu Âu đều dẫn đến Budapest. Sông Danube đã và vẫn là một tuyến đường thủy quan trọng và khu vực này ở trung tâm lưu vực Karpat nằm ở đường giao nhau của các tuyến đường thương mại.
Đường sắt chính của Hungary được điều hành bởi Đường sắt Nhà nước Hungary. Có ba ga đường sắt chính ở Budapest, ga Đông Budapest, ga Tây Budapest và ga Nam Budapest, vận hành cả các dịch vụ đường sắt trong nước và quốc tế. Budapest là một trong những điểm dừng chính của tuyến đường Trung và Đông Âu. Ngoài ra còn có dịch vụ đường sắt đi ngoại ô trong và xung quanh Budapest, ba tuyến được vận hành với tên HÉV.

### Cảng, tàu thủy và các loại khác
Sông Danube chảy qua Budapest trên đường từ Đức đến Biển Đen. Con sông có thể dễ dàng điều hướng và vì vậy Budapest trong lịch sử có cảng thương mại lớn tại Csepel và Újpest. Phía Pest cũng là một cảng nổi tiếng với các cảng hàng hải quốc tế cho hàng hóa và cho tàu khách. Trong những tháng mùa hè, một dịch vụ tàu cánh ngầm hoạt động trên sông Danube kết nối thành phố với Viên.
BKK (qua nhà vận hành BKV) cũng cung cấp phương tiện giao thông công cộng với dịch vụ thuyền trong phạm vi của thành phố. Bốn tuyến, được đánh dấu D11-14, kết nối hai bờ với Đảo Margaret và đảo Hajógyári, từ Római fürdő (phía Bắc Buda, đến đảo Óbudai) hoặc Cầu Árpád (phía Pest) đến Cầu Rákóczi, với tổng cộng 15 điểm dừng. Ngoài ra, một số công ty cung cấp các chuyến đi thuyền tham quan và cũng là một phương tiện vừa ở dưới nước vừa ở trên cạn (xe buýt và thuyền) hoạt động liên tục.
Chất lượng nước ở các bến cảng Budapest được cải thiện đáng kể trong những năm gần đây, các cơ sở xử lý xử lý 100% lượng nước thải được tạo ra vào năm 2010. Người Budapest thường xuyên đi kayak, xuồng, mô tô nước và thuyền buồm trên sông Danube, nơi đã liên tục trở thành một địa điểm giải trí lớn cho thành phố.
Các phương tiện giao thông đặc biệt ở Budapest, bên cạnh các tàu điện ngầm, bao gồm đường sắt ngoại ô, xe điện và thuyền. Có một vài loại phương tiện ít phổ biến hơn ở Budapest, giống như xe điện bánh hơi trên một số tuyến trong Pest, Đường sắt leo núi Đồi Lâu đài giữa cầu Dây xích và lâu đài Buda, xe ô tô nhỏ cho thuê ở đảo Margaret, cáp treo ghế, đường sắt răng cưa Budapest và đường sắt trẻ em. Ba loại sau cùng chạy giữa những ngọn đồi Buda.

## Giáo dục

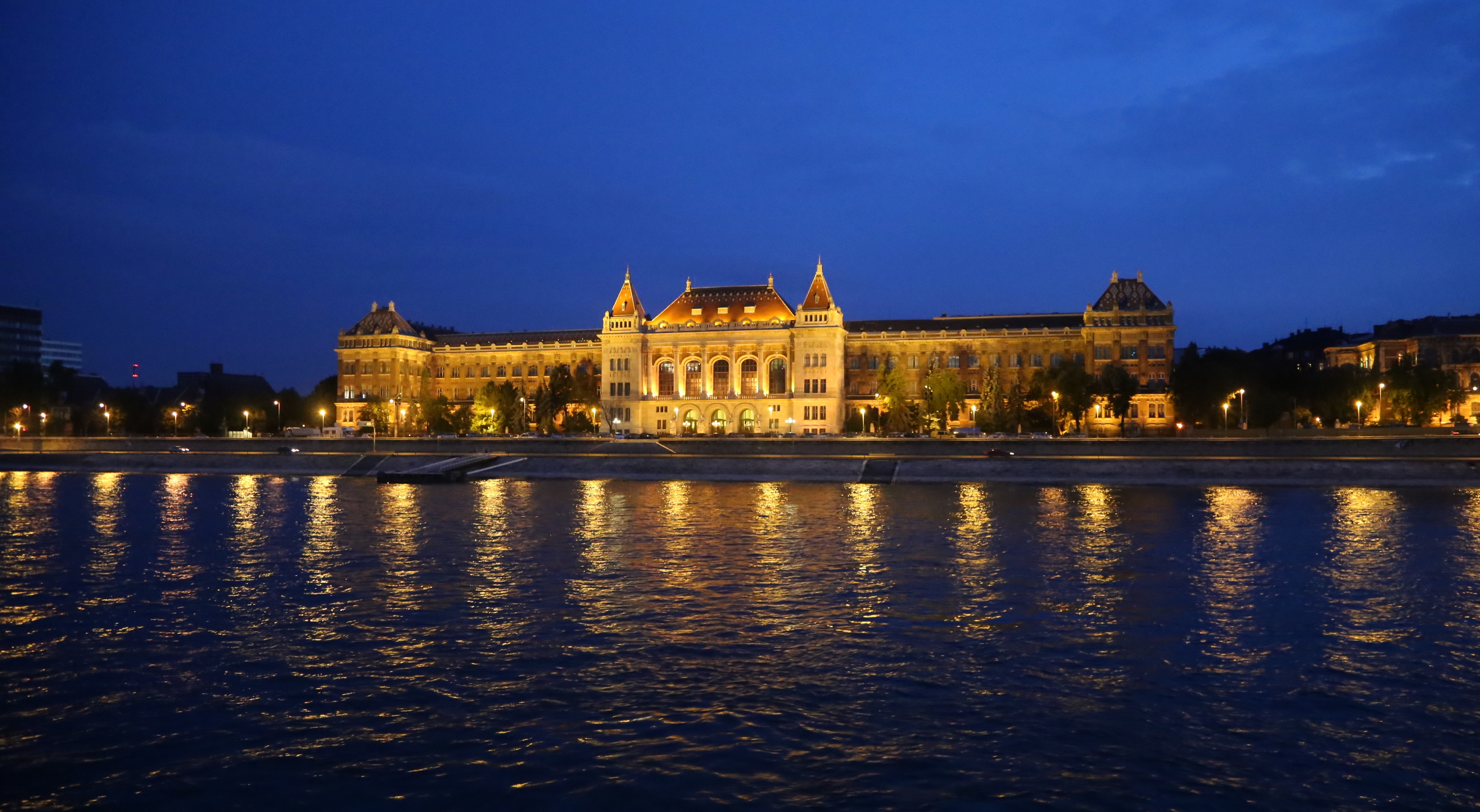
Tòa nhà chính của Đại học Công nghệ và Kinh tế Budapest, nó là Viện Công nghệ lâu đời nhất thế giới, được thành lập năm 1782

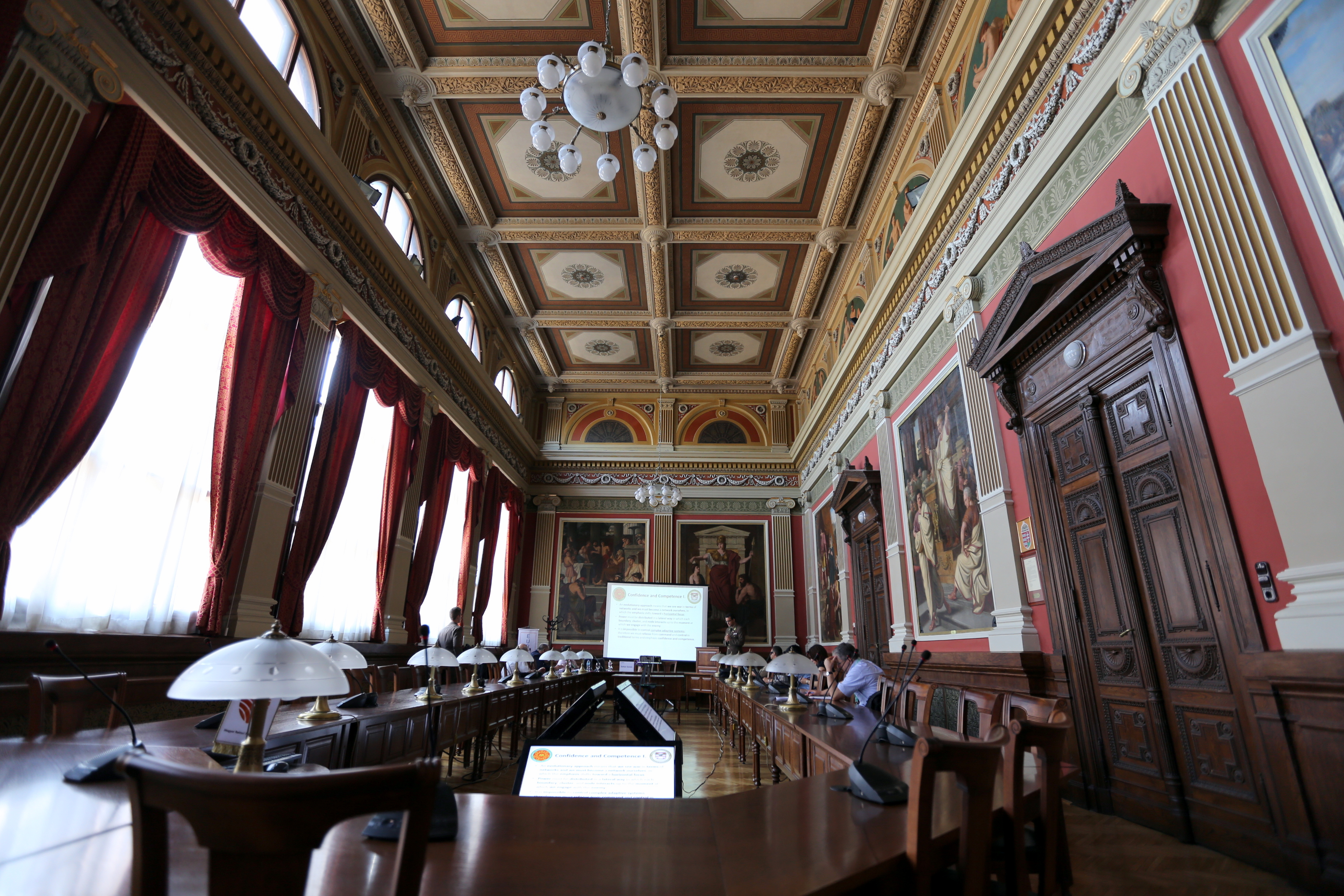
Trường Kinh doanh Budapest, trường kinh doanh công lập đầu tiên trên thế giới, được thành lập năm 1857

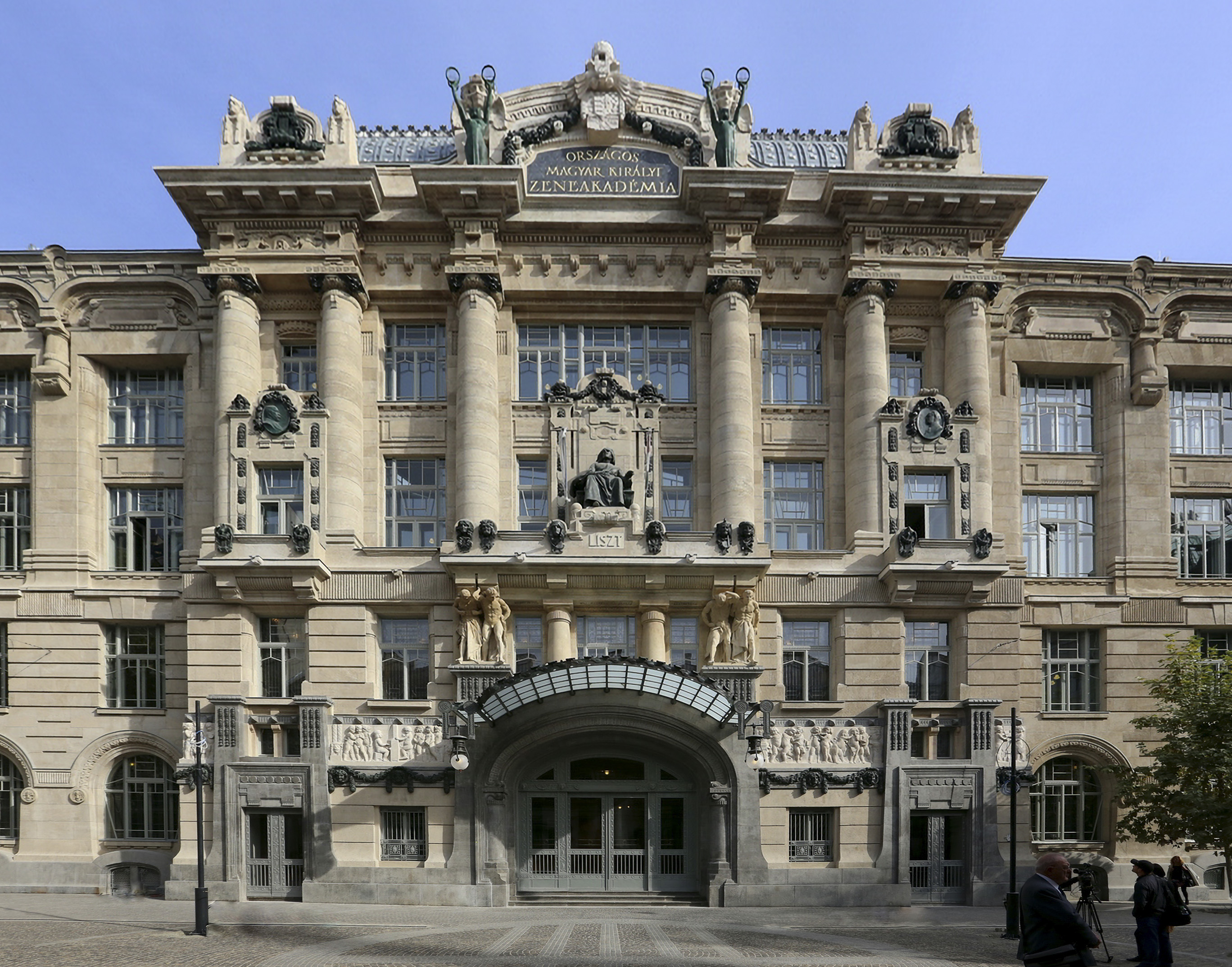
Nhà chính của Học viện Âm nhạc Liszt Ferenc, được thành lập năm 1875

Budapest là nơi có hơn 35 cơ sở giáo dục bậc cao, nhiều trong số đó là trường đại học. Theo Quy trình Bologna, nhiều bằng cấp được cung cấp được công nhận ở các quốc gia trên khắp châu Âu. Y học, nha khoa, dược phẩm, thú y, và kỹ thuật là một số trong những lĩnh vực phổ biến nhất cho người nước ngoài học tại Budapest. Hầu hết các trường đại học ở Budapest cung cấp các khóa học bằng tiếng Anh, cũng như trong các ngôn ngữ khác như tiếng Đức, tiếng Pháp và tiếng Hà Lan, nhằm vào người nước ngoài. Nhiều sinh viên từ các quốc gia châu Âu khác dành một hoặc hai học kỳ tại Budapest thông qua Chương trình Erasmus.
| Tên                                          | Thành lập | Thành phố | Loại                       | Học sinh | Nhân viên |
| -------------------------------------------- | --------- | --------- | -------------------------- | -------- | --------- |
| Trường Kinh doanh Budapest                   | 1857      | Budapest  | Trường kinh doanh Công lập | 16.905   | 987       |
| Đại học Szent István                         | 1787      | Budapest  | Đại học cổ điển Công lập   | 12.583   | 1.313     |
| Đại học Công nghệ và Kinh tế Budapest        | 1782      | Budapest  | Công lập Viện công nghệ    | 21.171   | 961       |
| Đại học Corvinus                             | 1920      | Budapest  | Trường kinh doanh công lập | 14.522   | 867       |
| Đại học Eötvös Loránd                        | 1635      | Budapest  | Đại học cổ điển công lập   | 26.006   | 1.800     |
| Đại học Mỹ thuật Hungary                     | 1871      | Budapest  | Trường mỹ thuật công lập   | 652      | 232       |
| Học viện âm nhạc Liszt Ferenc                | 1875      | Budapest  | Trường âm nhạc công lập    | 831      | 168       |
| Đại học Mỹ thuật và Thiết kế Moholy-Nagy     | 1870      | Budapest  | Trường mỹ thuật công lập   | 894      | 122       |
| Đại học Dịch vụ Công cộng Quốc gia           | 1808      | Budapest  | Đại học cổ điển công lập   | 10.800   | 465       |
| Đại học Óbuda                                | 1879      | Budapest  | Viện công nghệ công lập    | 12.888   | 421       |
| Semmelweis University                        | 1769      | Budapest  | Trường y công lập          | 10.880   | 1.230     |
| Đại học Thể dục                              | 1925      | Budapest  | Đại học cổ điển Công lập   | 2.500    | 220       |
| Học viện Kịch và Phim tại Budapest           | 1865      | Budapest  | Trường nghệ thuật Công lập | 455      | 111       |
| Đại học Andrássy Budapest                    | 2002      | Budapest  | Đại học cổ điển tư thục    | 210      | 51        |
| Aquincum Institute of Technology             | 2011      | Budapest  | Viện công nghệ tư thục     | 50       | 41        |
| Cao đẳng Truyền thông và Kinh doanh Budapest | 2001      | Budapest  | Đại học cổ điển tư thục    | 8.000    | 350       |
| Đại học Nghiên cứu Do Thái Budapest          | 1877      | Budapest  | Đại học thần học tư thục   | 200      | 60        |
| Đại học Trung Âu                             | 1991      | Budapest  | Đại học cổ điển tư thục    | 1,380    | 399       |
| Trường Kinh doanh Quốc tế                    | 1991      | Budapest  | Trường kinh doanh tư thục  | 800      | 155       |
| Đại học Nhà thờ Cải cách Károli Gáspár       | 1855      | Budapest  | Đại học cổ điển tư thục    | 4.301    | 342       |
| Đại học Công giáo Pázmány Péter              | 1635      | Budapest  | Đại học cổ điển tư thục    | 9.469    | 736       |
| Đại học thần học Lutheran                    | 1557      | Budapest  | Đại học thần học tư thục   | 220      | 36        |

## Quan hệ quốc tế
Budapest có khá nhiều thành phố kết nghĩa và cộng tác trên thế giới.
Giống như Budapest, nhiều trong số đó là thành phố có tầm ảnh hưởng nhất của các quốc gia, đa số là thủ đô văn hóa, kinh tế, chính trị của quốc gia đó.
Thị trưởng của Budapest nói rằng mục đích của việc cải thiện quan hệ với thành phố kết nghĩa là cho phép và thúc đẩy sự trao đổi thông tin và kinh nghiệm, cũng như phối hợp trong việc quản lý thành phố, giáo dục, văn hóa, du lịch, truyền thông, thương mại và kinh doanh.

### Thành phố kết nghĩa
| - Thành phố New York (Mỹ) 1992 - Fort Worth (Mỹ) 1990 - Thượng Hải (Trung Quốc) 2013 - Bắc Kinh (Trung Quốc) 2005 - Tehran (Iran) 2015 | - Berlin (Đức) 1992 - Frankfurt am Main (Đức) 1990 - Viên (Áo) 1990 - Lisbon (Bồ Đào Nha) 1992 - Nashik (Ấn Độ) 2018 | - Tel Aviv (Israel) 1989 - Zagreb (Croatia) 1994 - Sarajevo (Bosnia và Herzegovina) 1995 - Florence (Ý) 2008 - San Antonio (Mỹ) 2015 |

### Thành phố cộng tác
| - Prague (Cộng hòa Séc) 2010 - Rotterdam (Hà Lan) 1991 - Warsaw (Ba Lan) 2005 - Kraków (Ba Lan) 2005 - Bangkok (Thái Lan) 2007 | - Jakarta (Indonesia) 2009 - Daejeon (Hàn Quốc) 1994 - Naples (Ý) 1993 - Istanbul (Thổ Nhĩ Kỳ) 1985 - İzmir (Thổ Nhĩ Kỳ) 1985 - Gaziantep (Thổ Nhĩ Kỳ) 2010 | - Ankara (Thổ Nhĩ Kỳ) 2015 - Tehran (Iran) 2009 - Sofia (Bulgaria) 2009 - Vilnius (Litva) 2000 - Košice (Slovakia) 1997 - Lviv (Ukraina) 1993 |

Một số quận của thành phố cũng kết nghĩa với các thành phố nhỏ và quận của các thành phố lớn khác; xem bài Danh sách quận tại Budapest để biết thêm thông tin.

## Hình ảnh

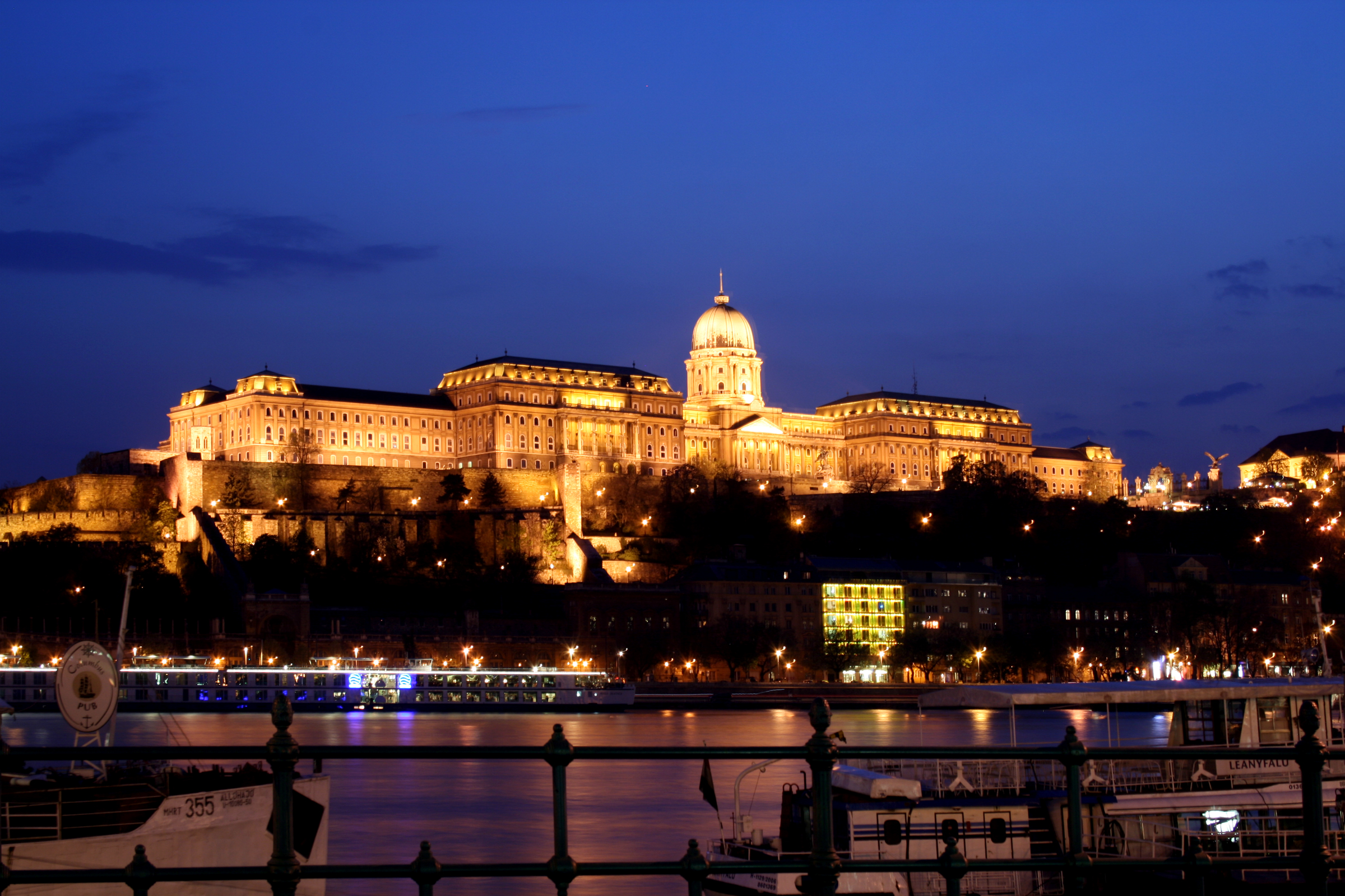
Lâu đài Buda
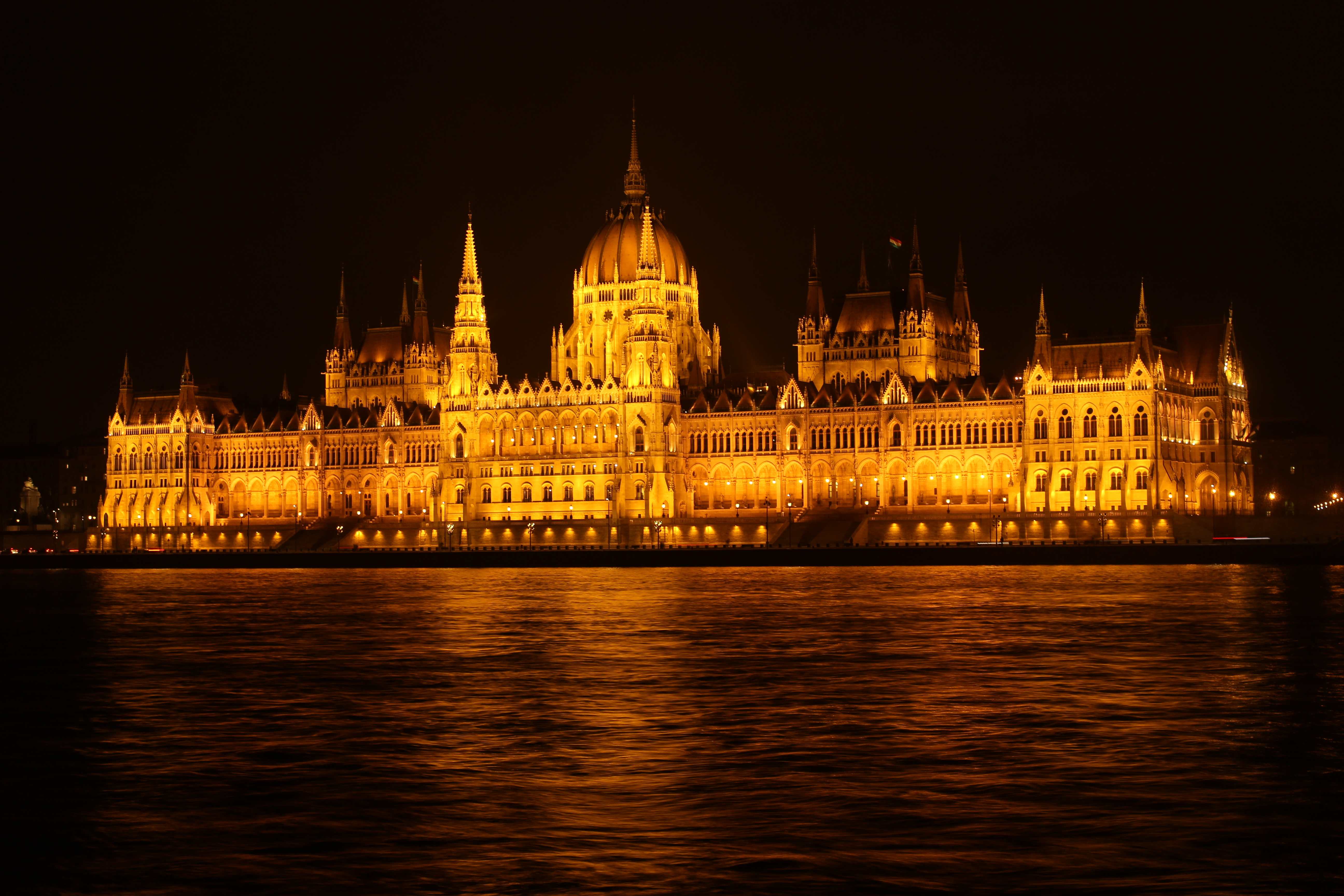
Toà nhà Nghị viện Hungary
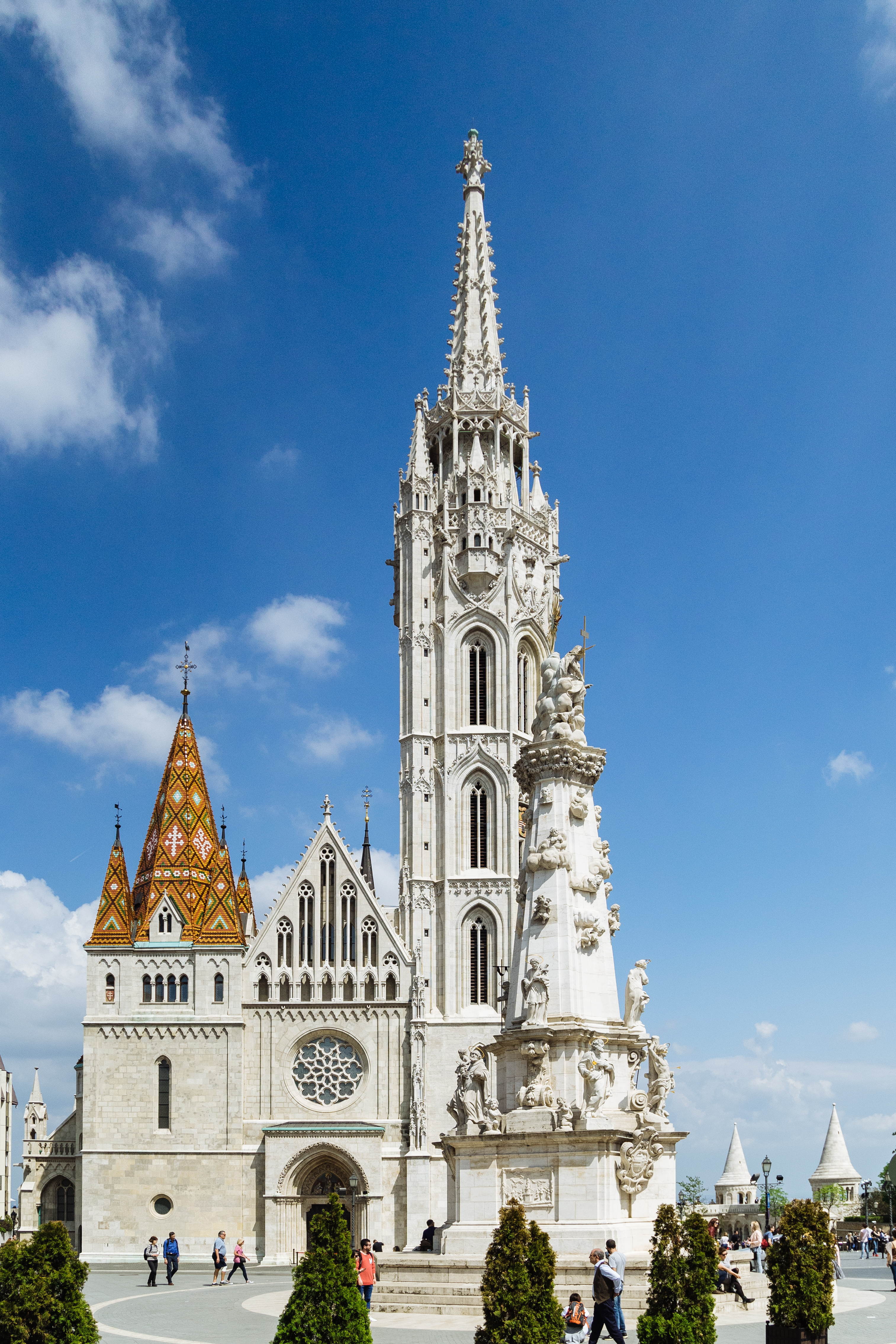
Nhà thờ Matthias
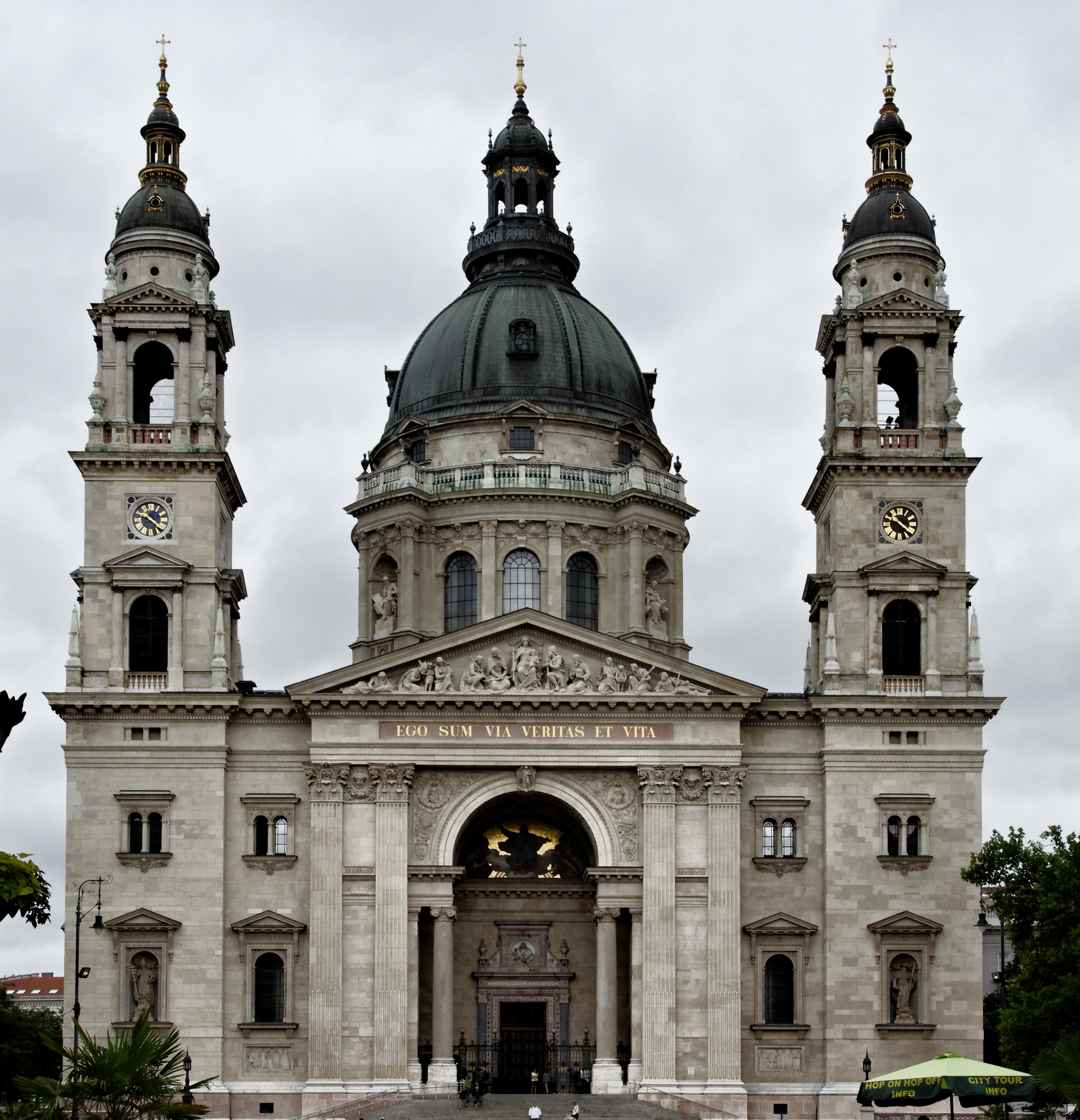
Vương cung thánh đường Thánh Stephen
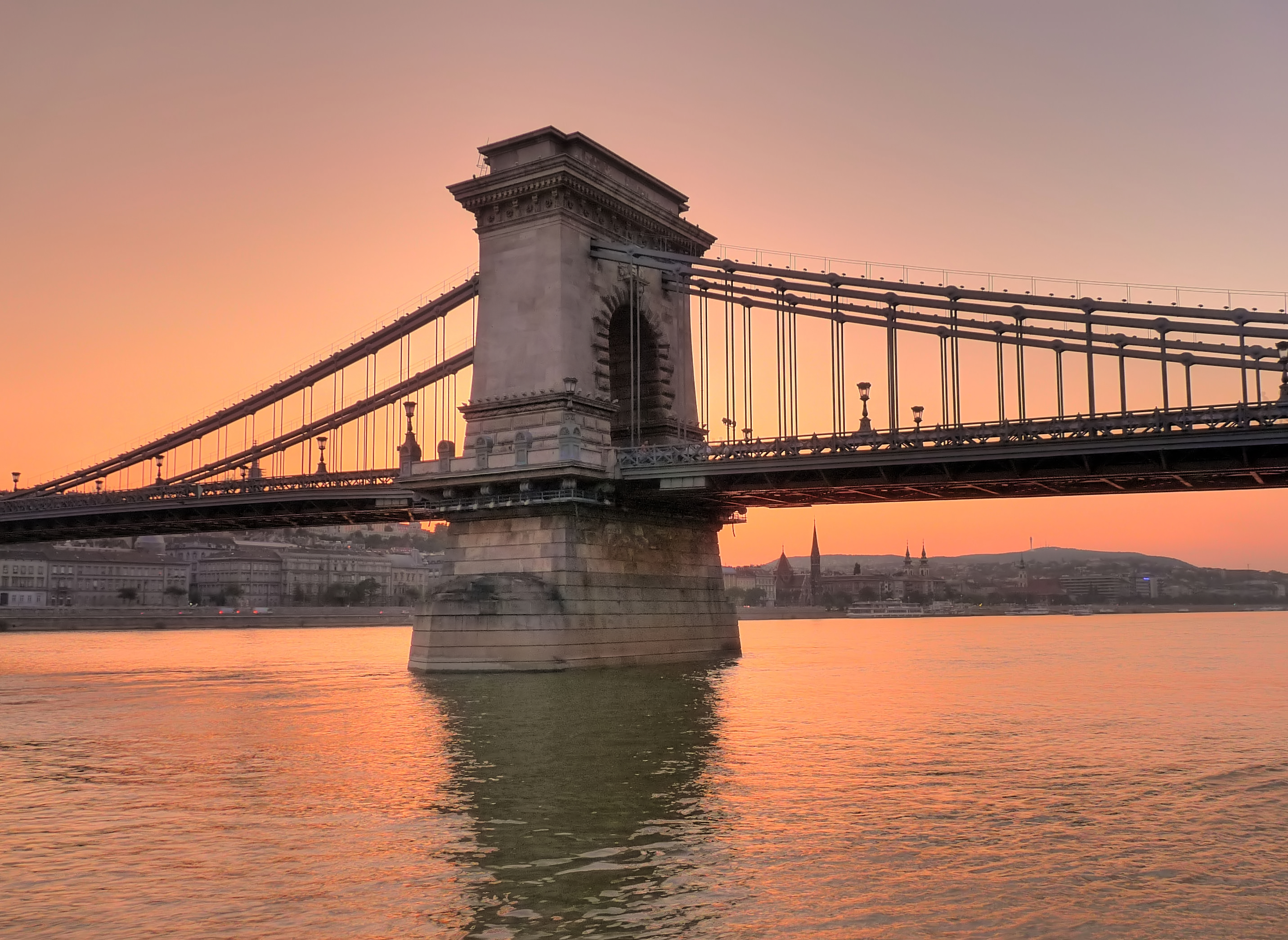
Széchenyi Chain Bridge
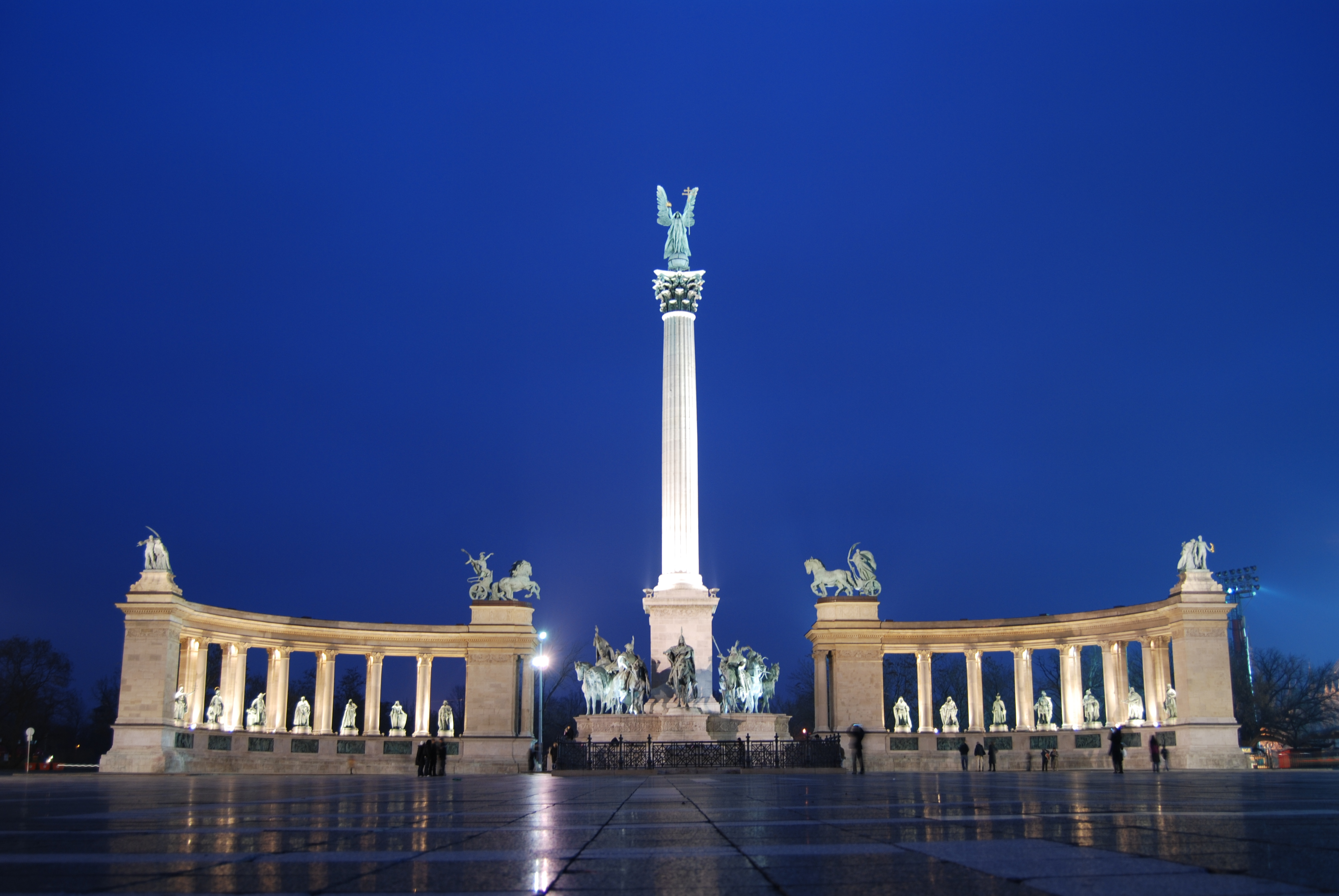
Quảng trường Anh hùng
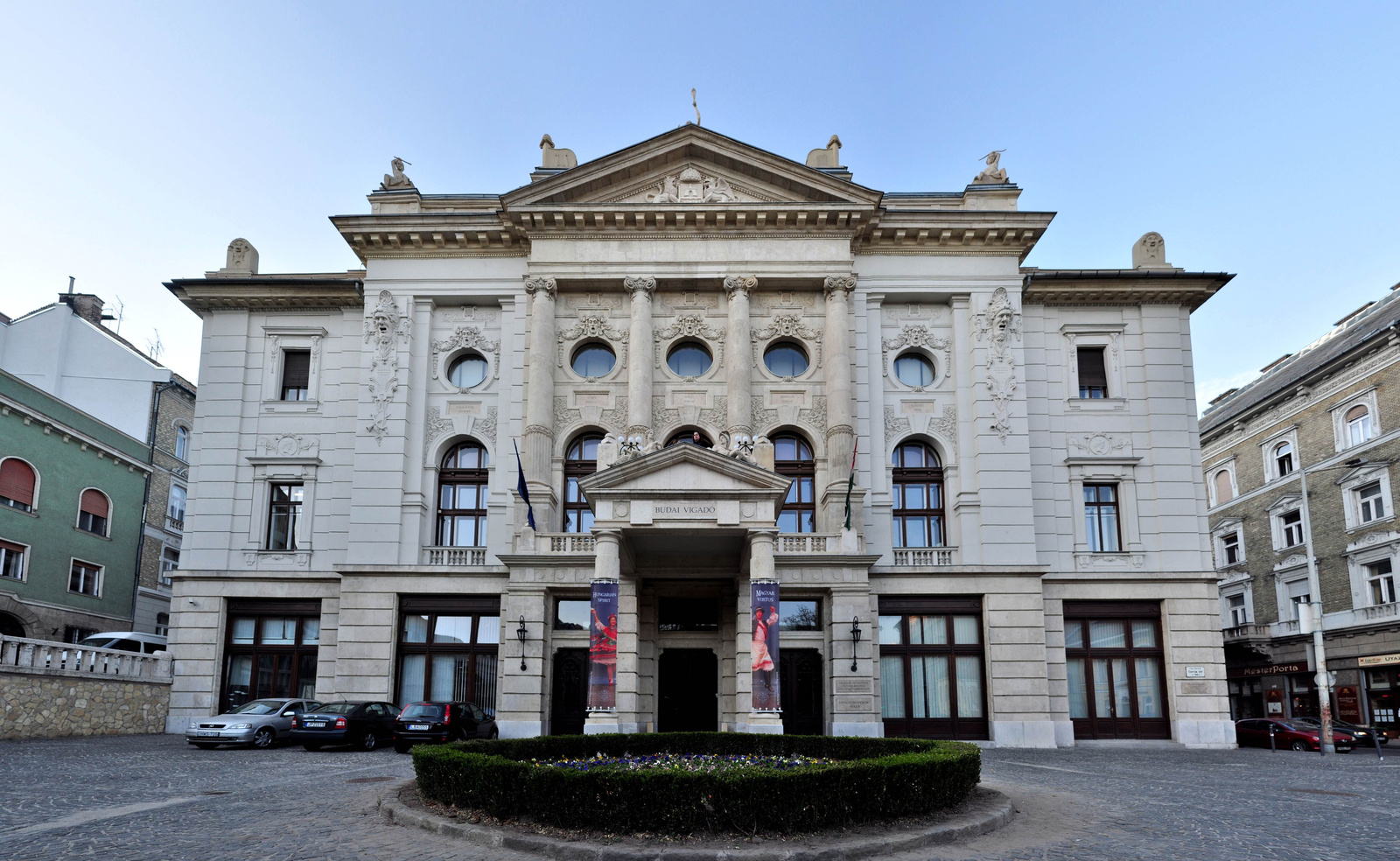
Budai Vigadó
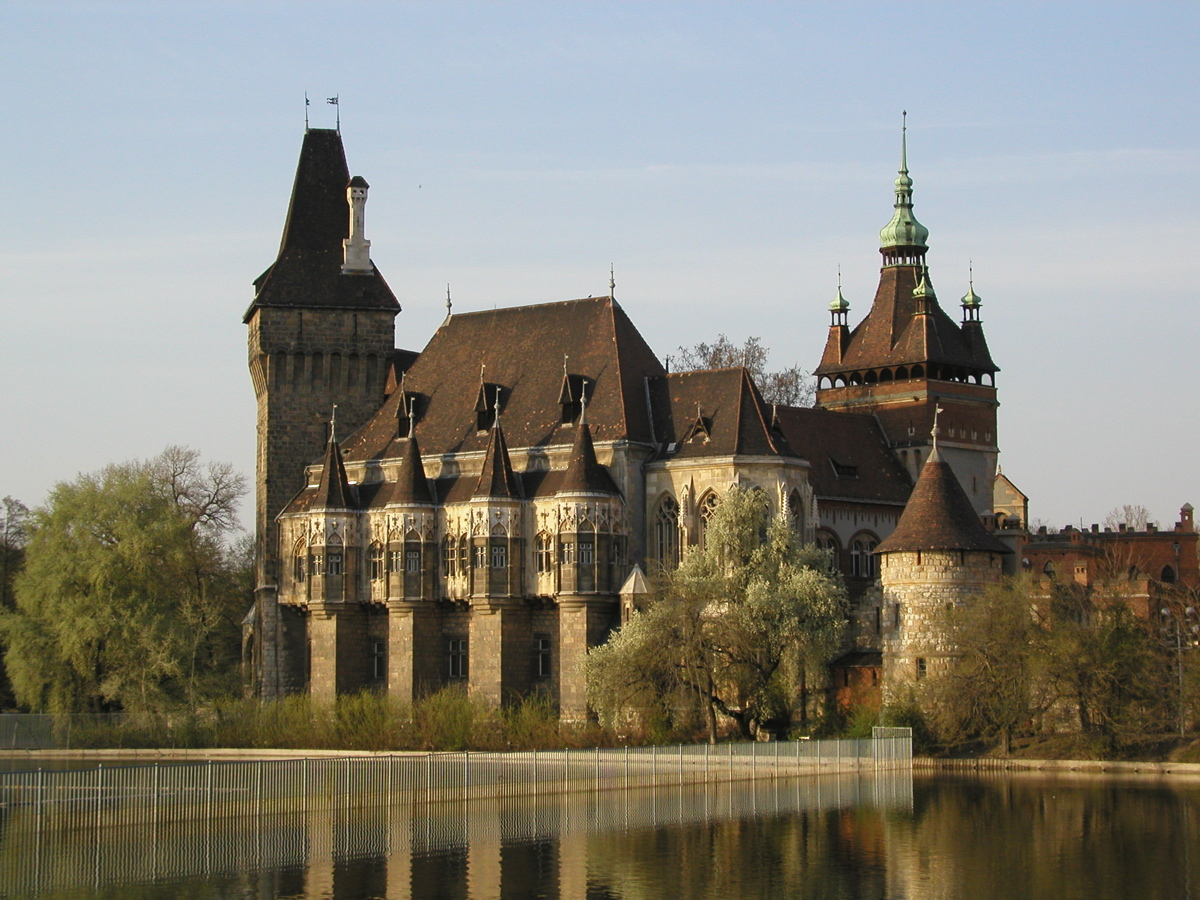
Lâu đài Vajdahunyad
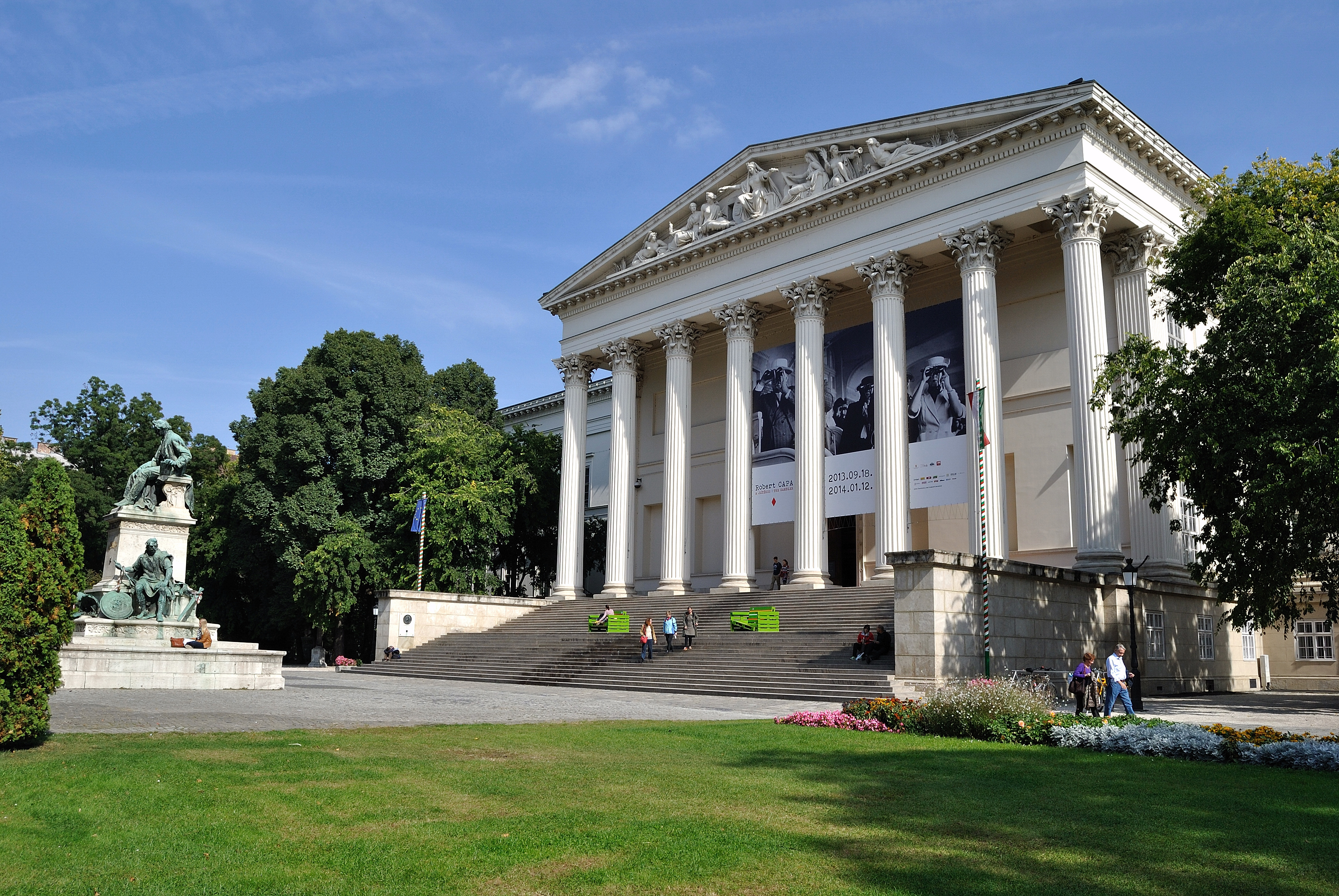
Bảo tàng Quốc gia Hungary
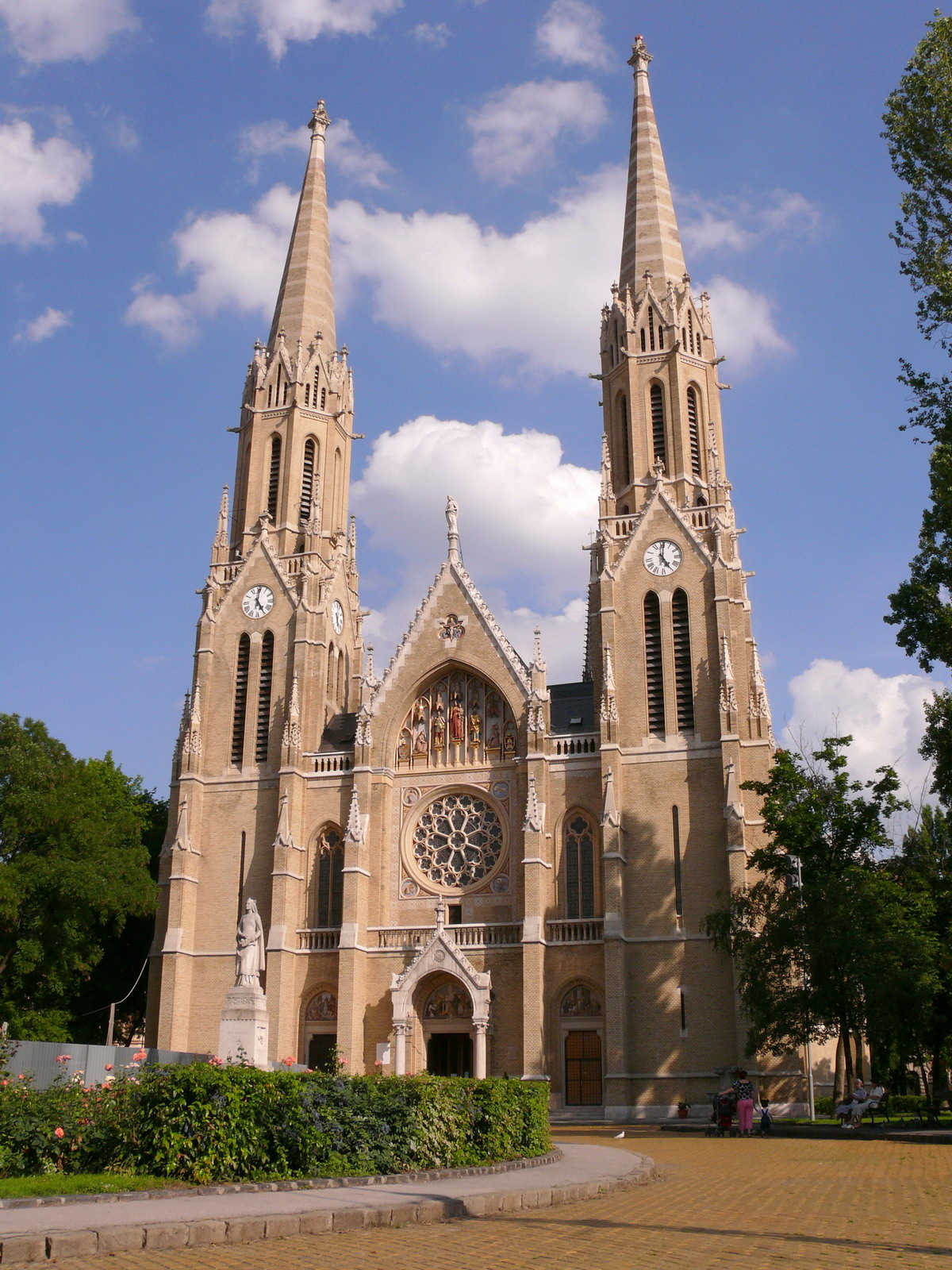
Nhà thờ thánh Elisabeth
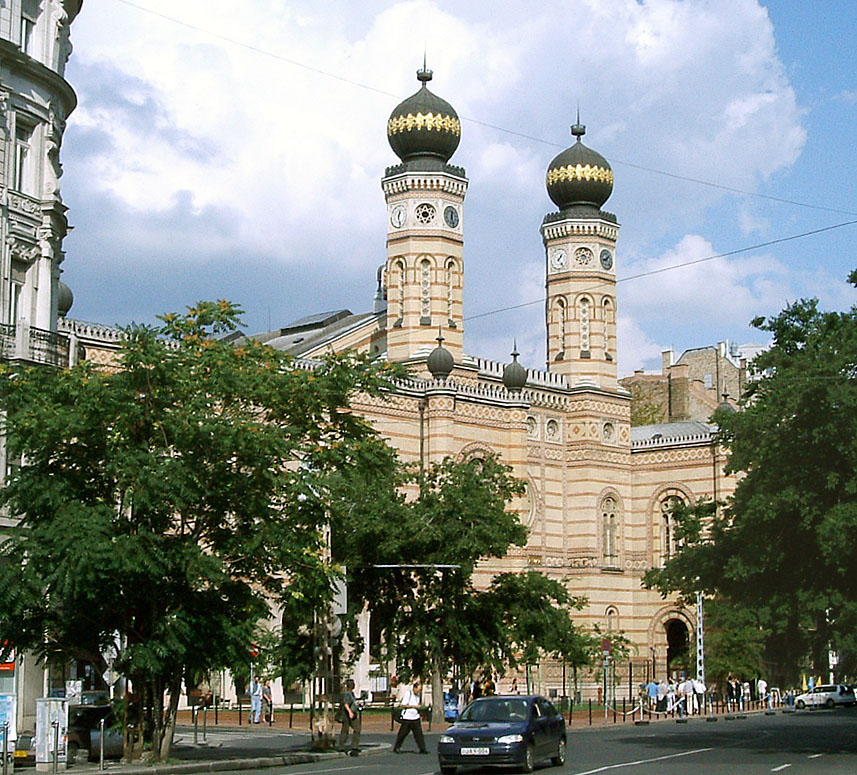
The Great Synagogue
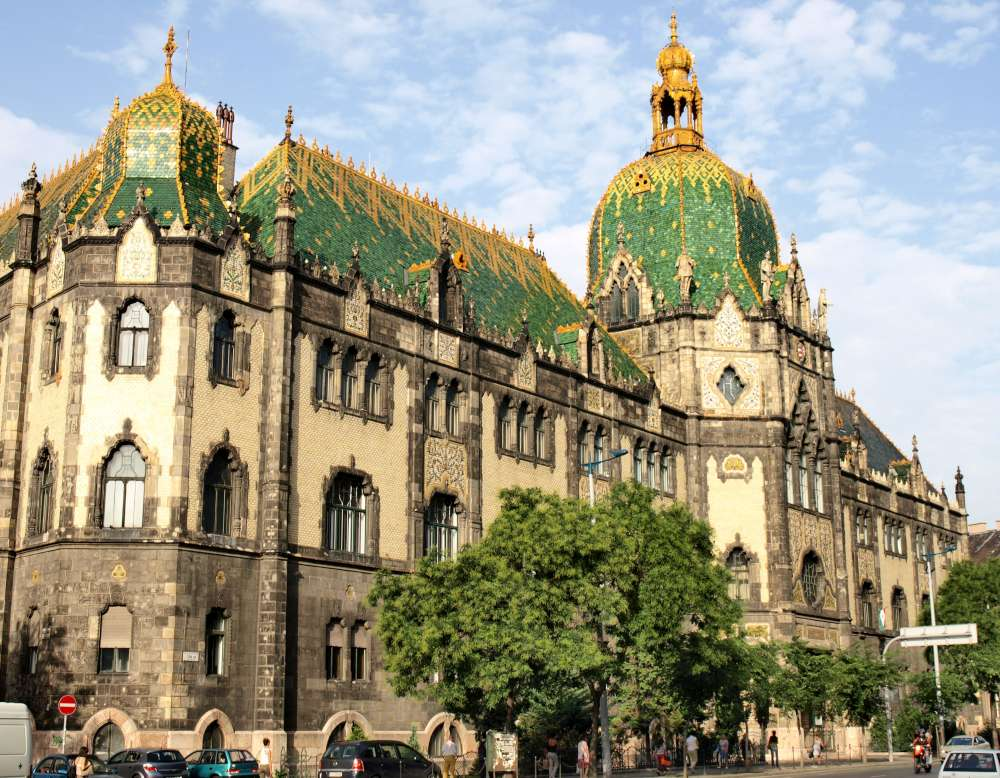
Bảo tàng Nghệ thuật Ứng dụng
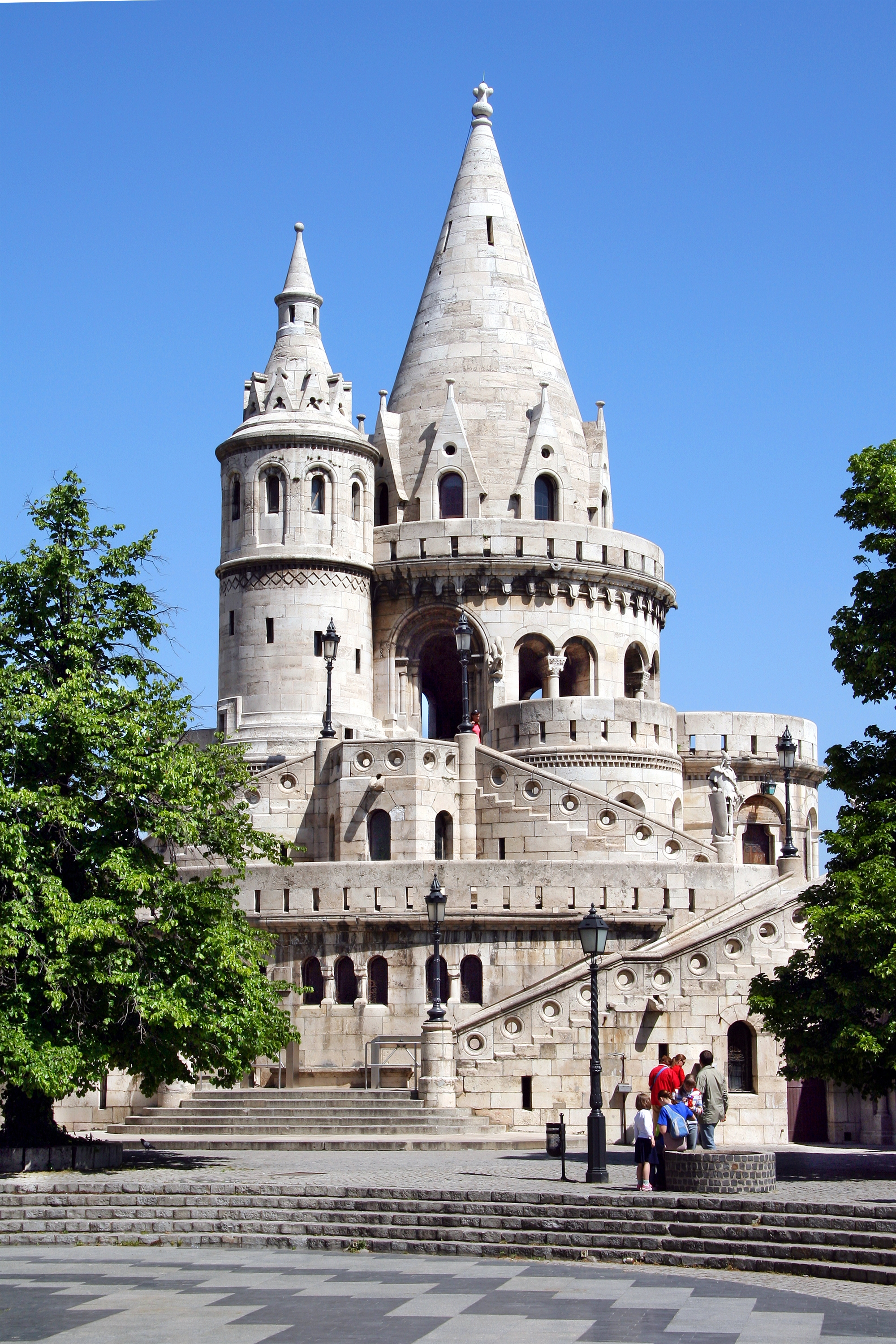
Fisherman's Bastion
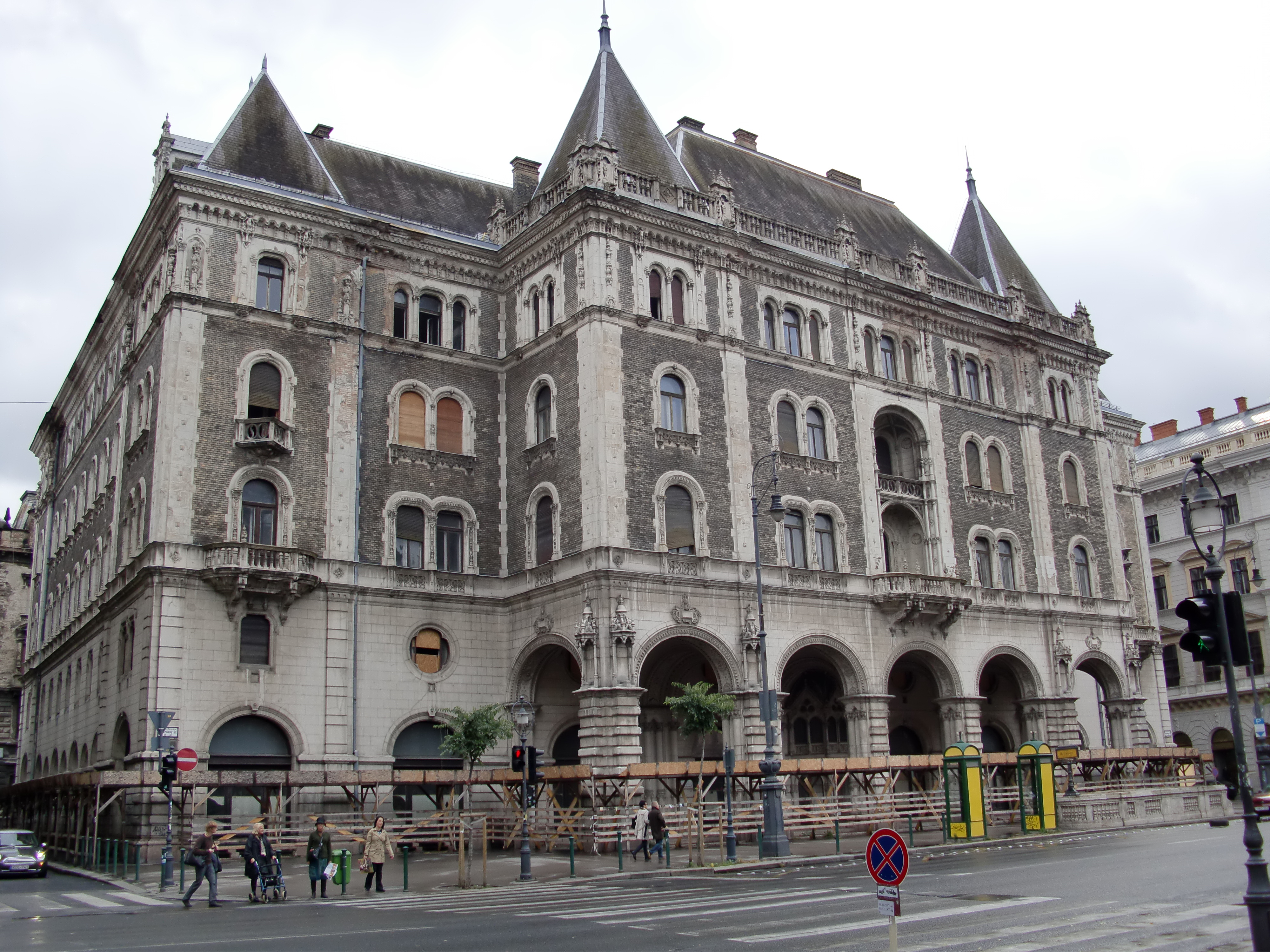
Andrássy Avenue was recognised as a World Heritage Site
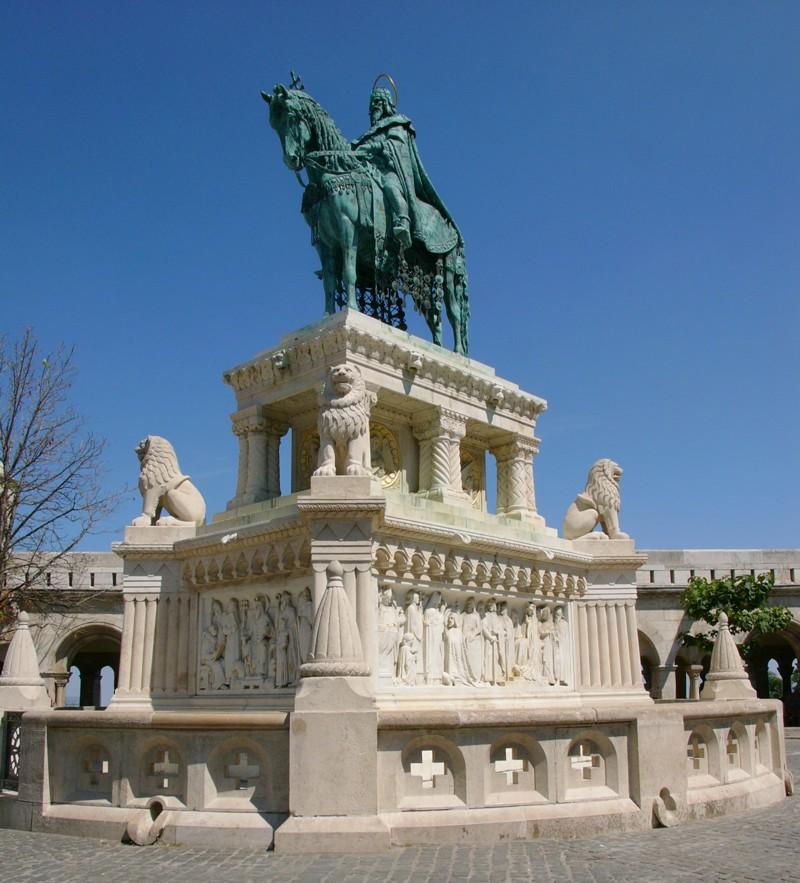
King Saint Stephen's sculpture in Buda Castle
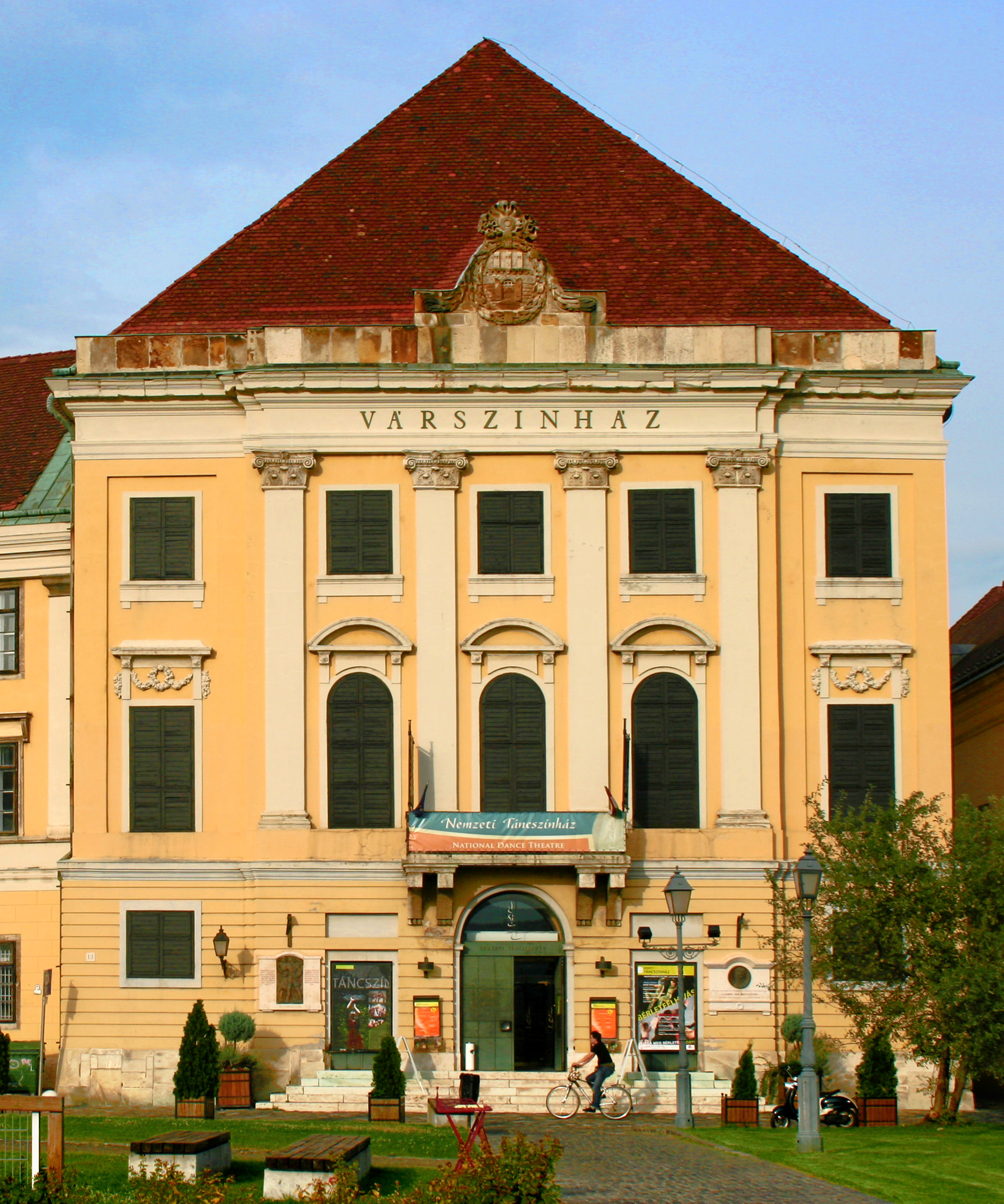
Castle Theatre
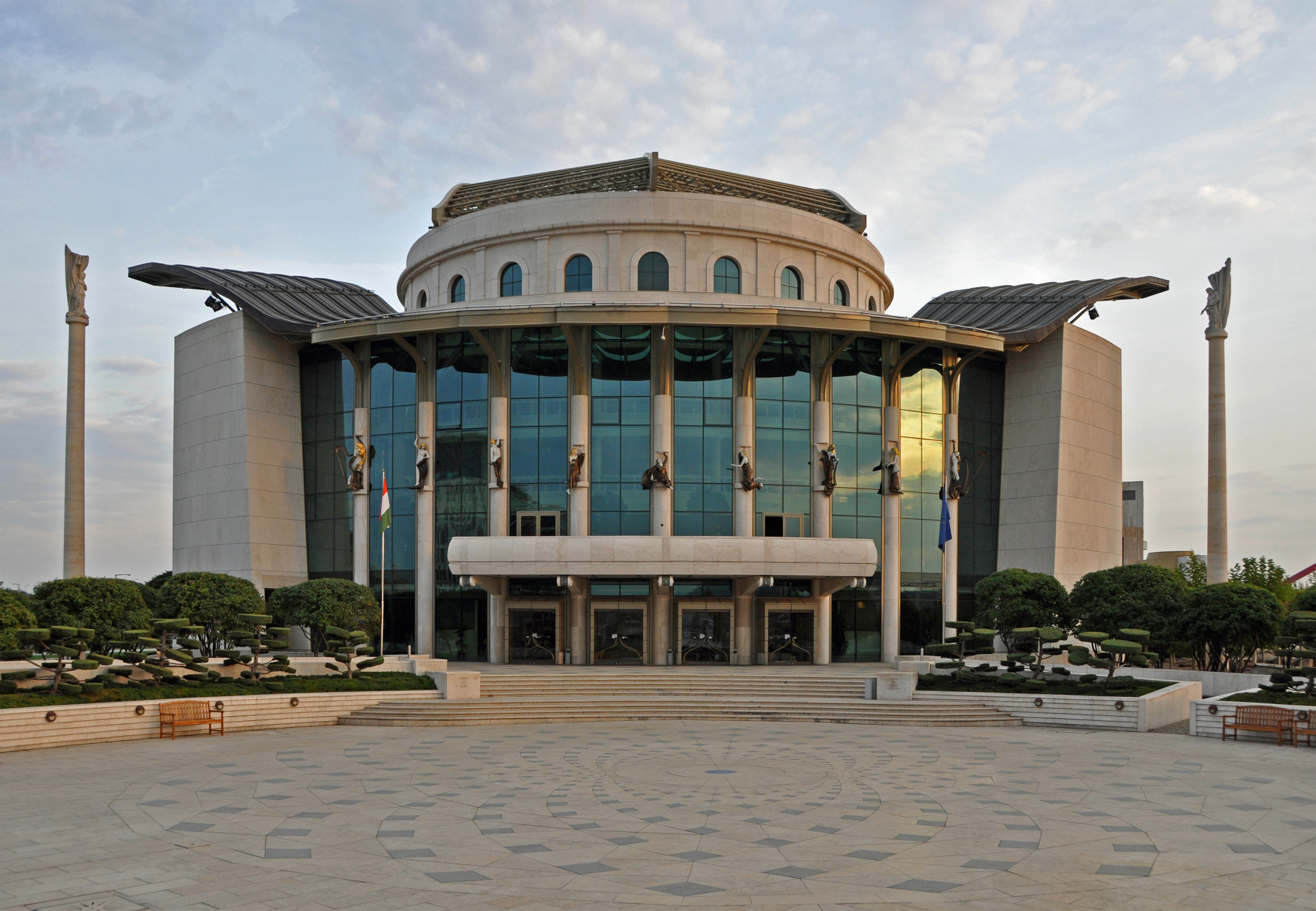
National Theatre
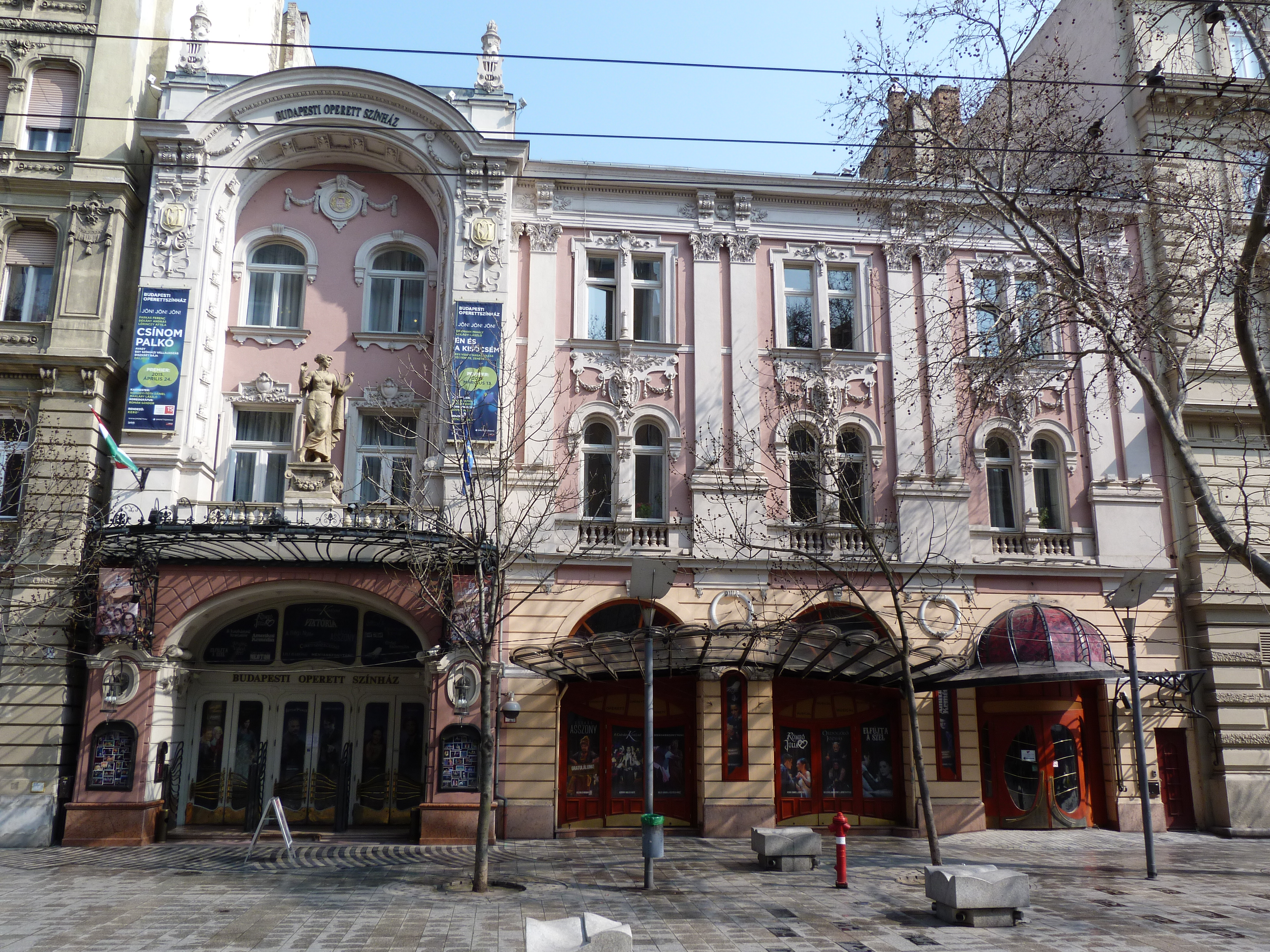
Operett Theatre
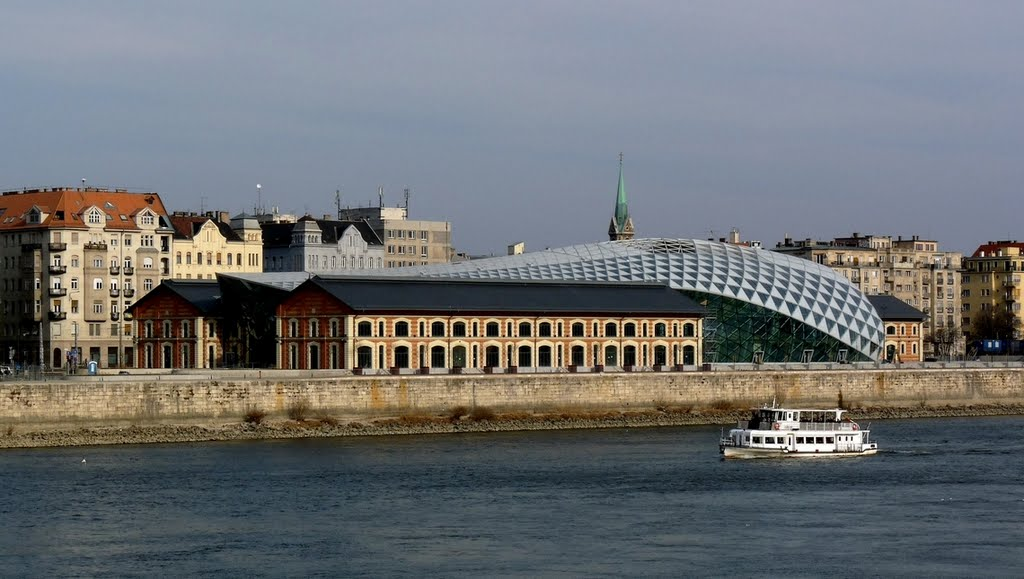
Bálna
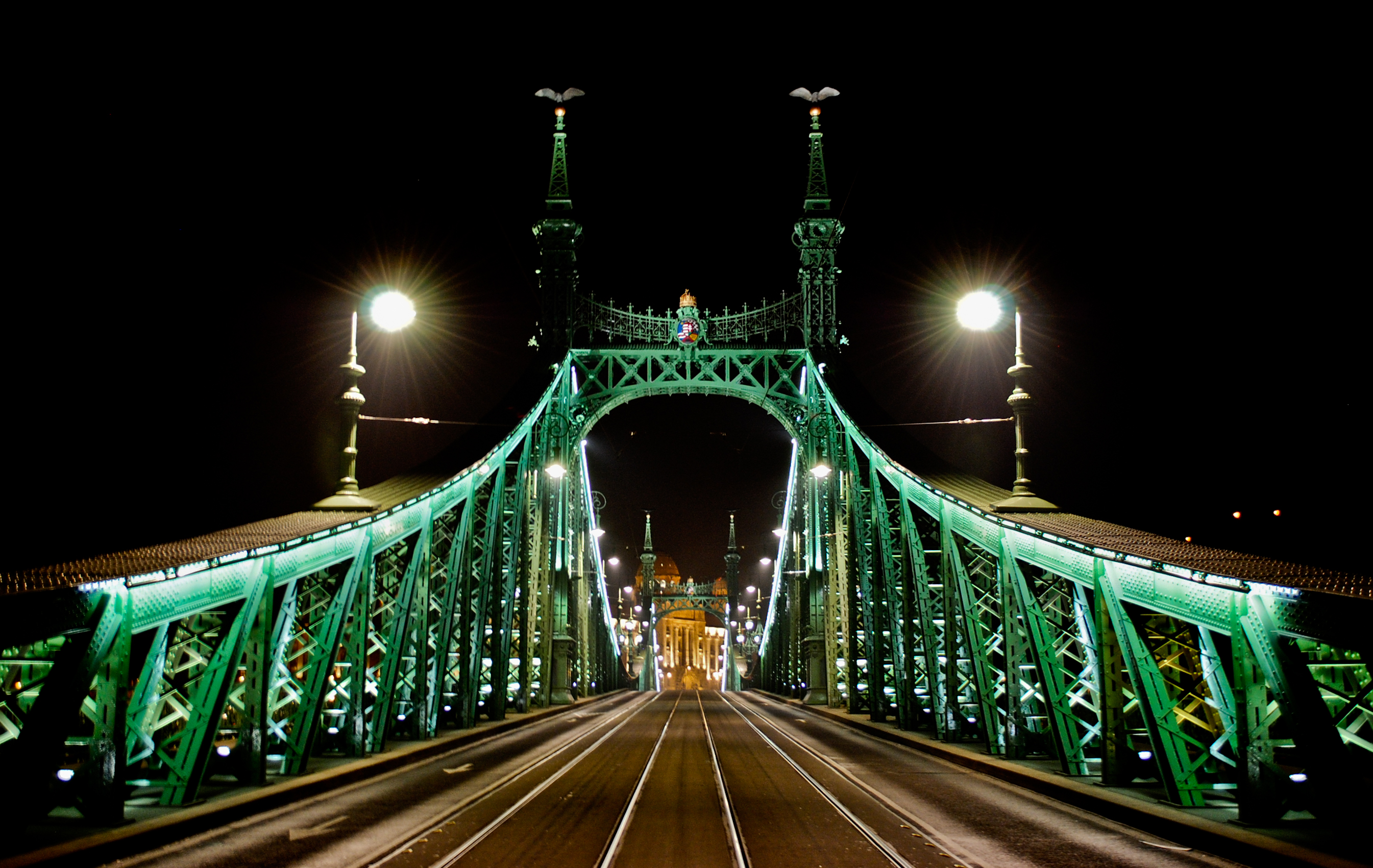
Liberty Bridge
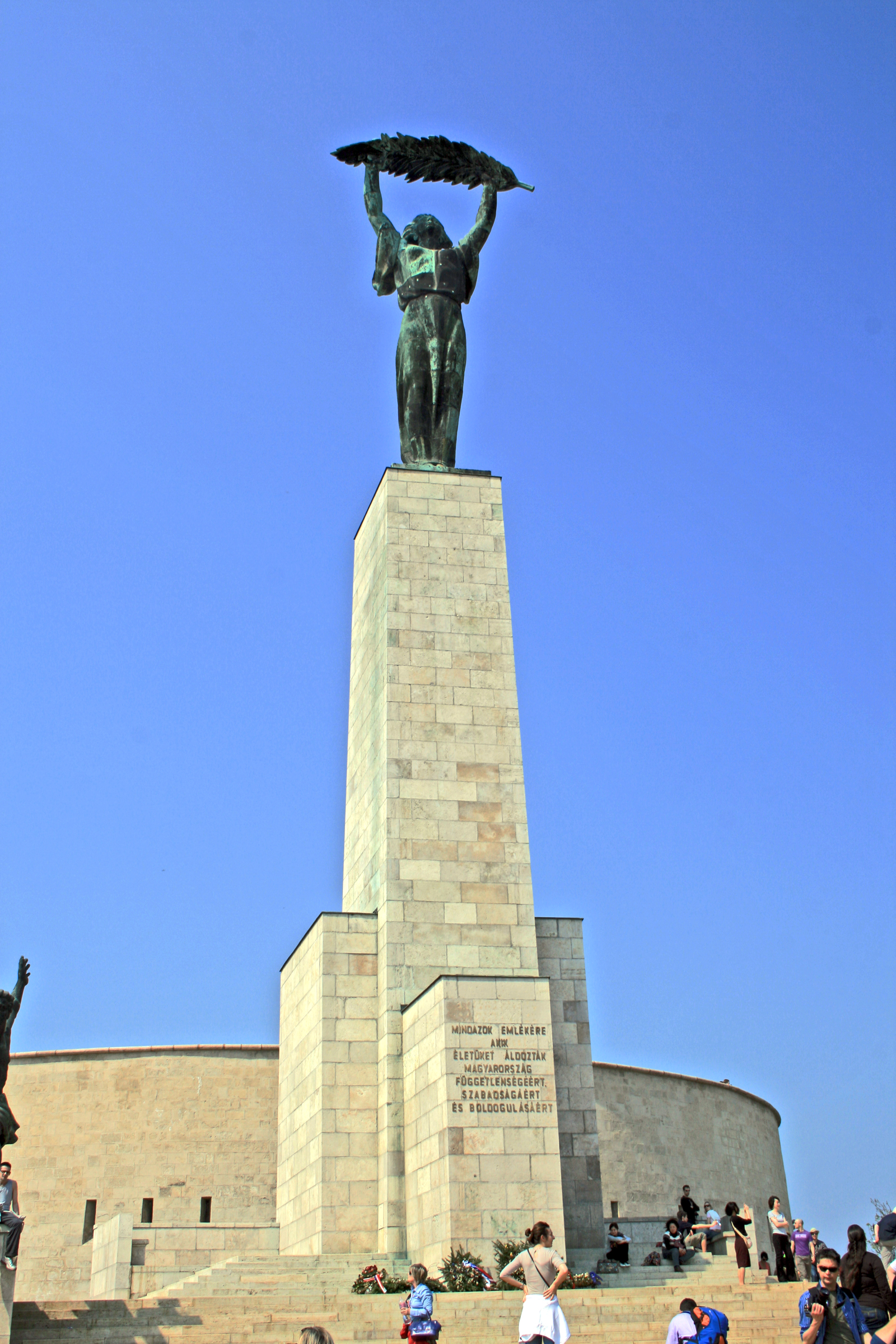
Liberty Statue
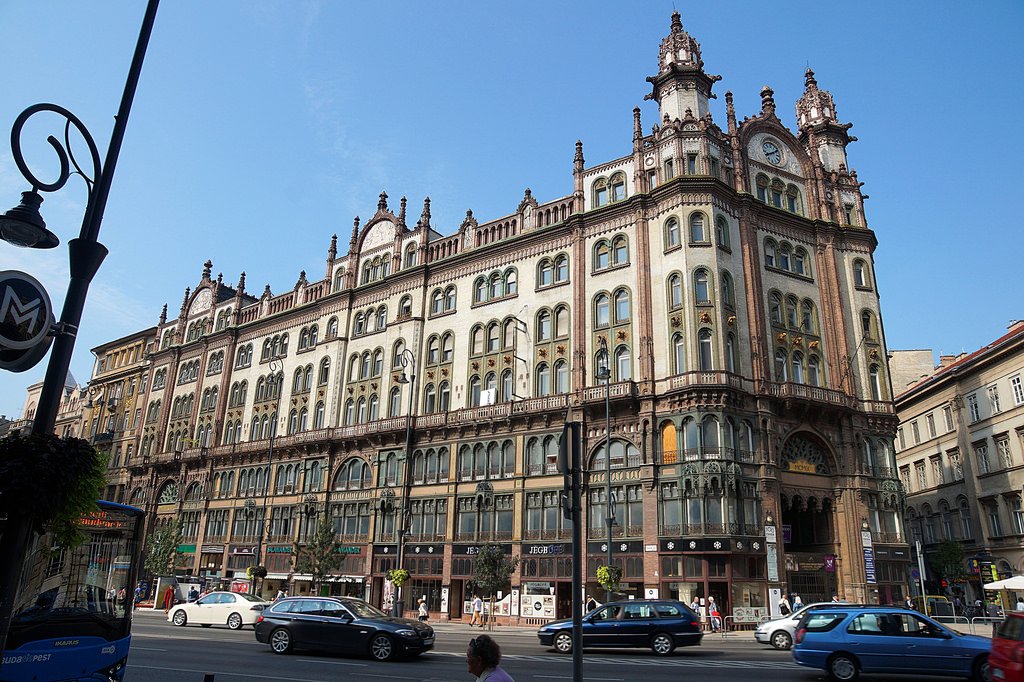
Nhà Brudern
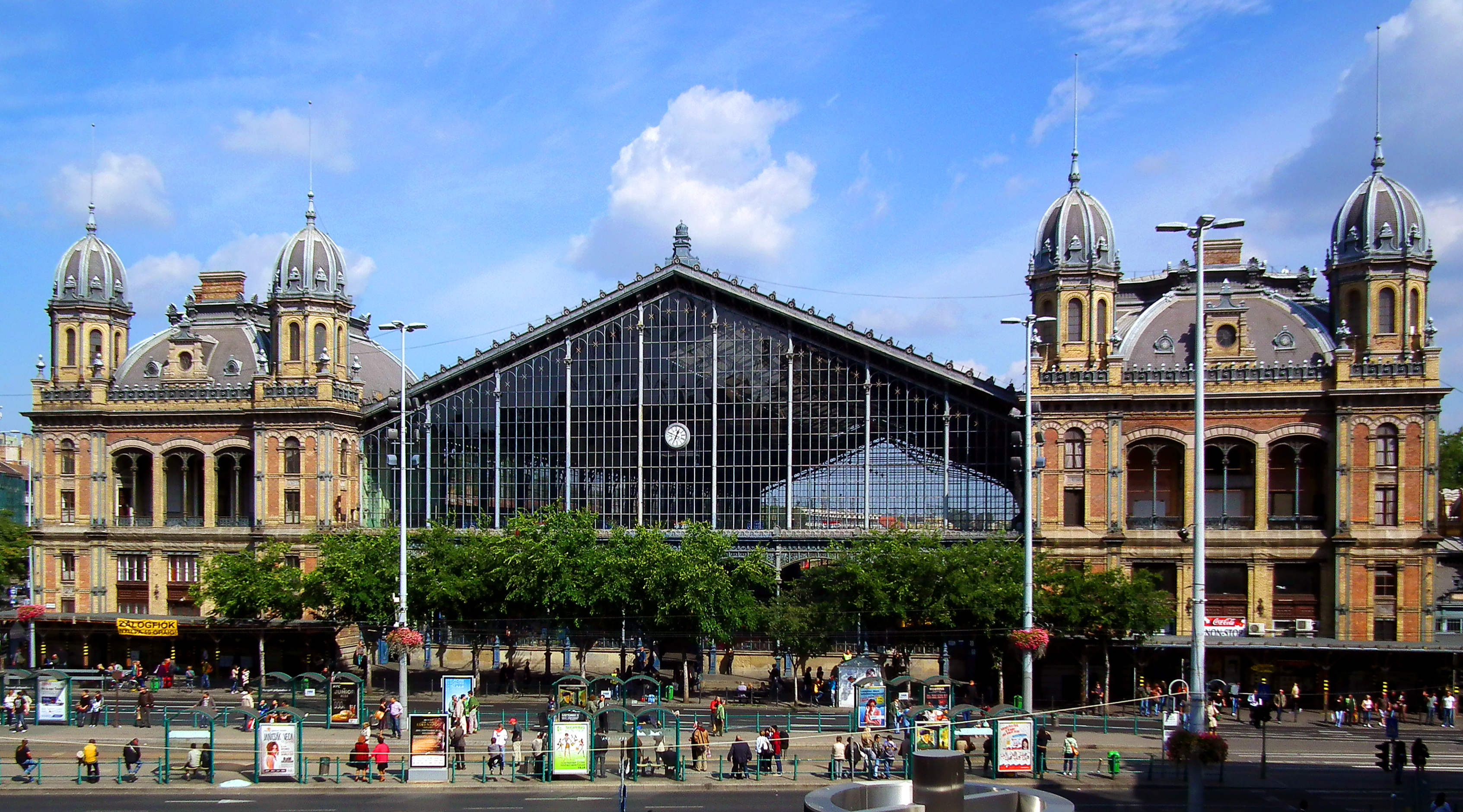
Ga tàu Budapest-Nyugati
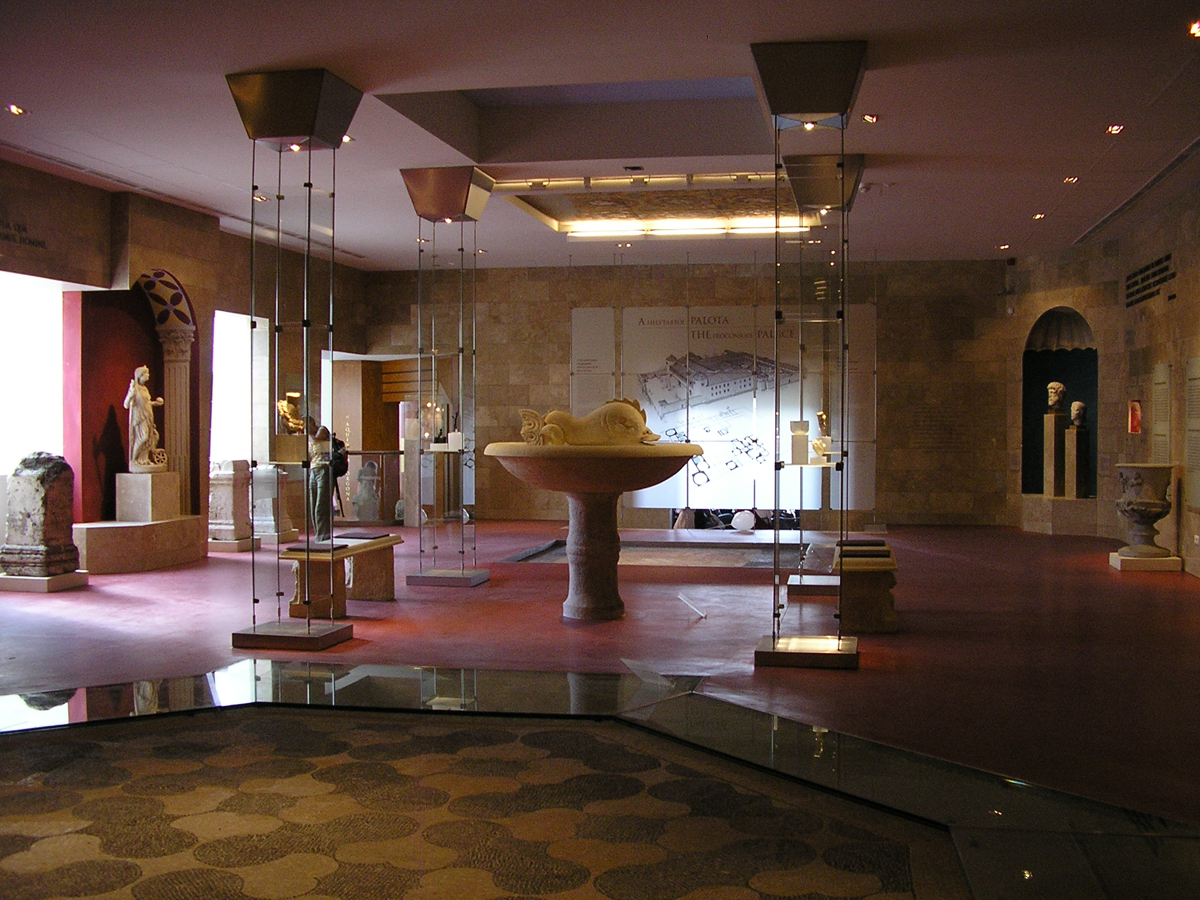
Bảo tàng Aquincum (Aquincum là thủ phủ của tỉnh Pannonia của Đế quốc La Mã.)
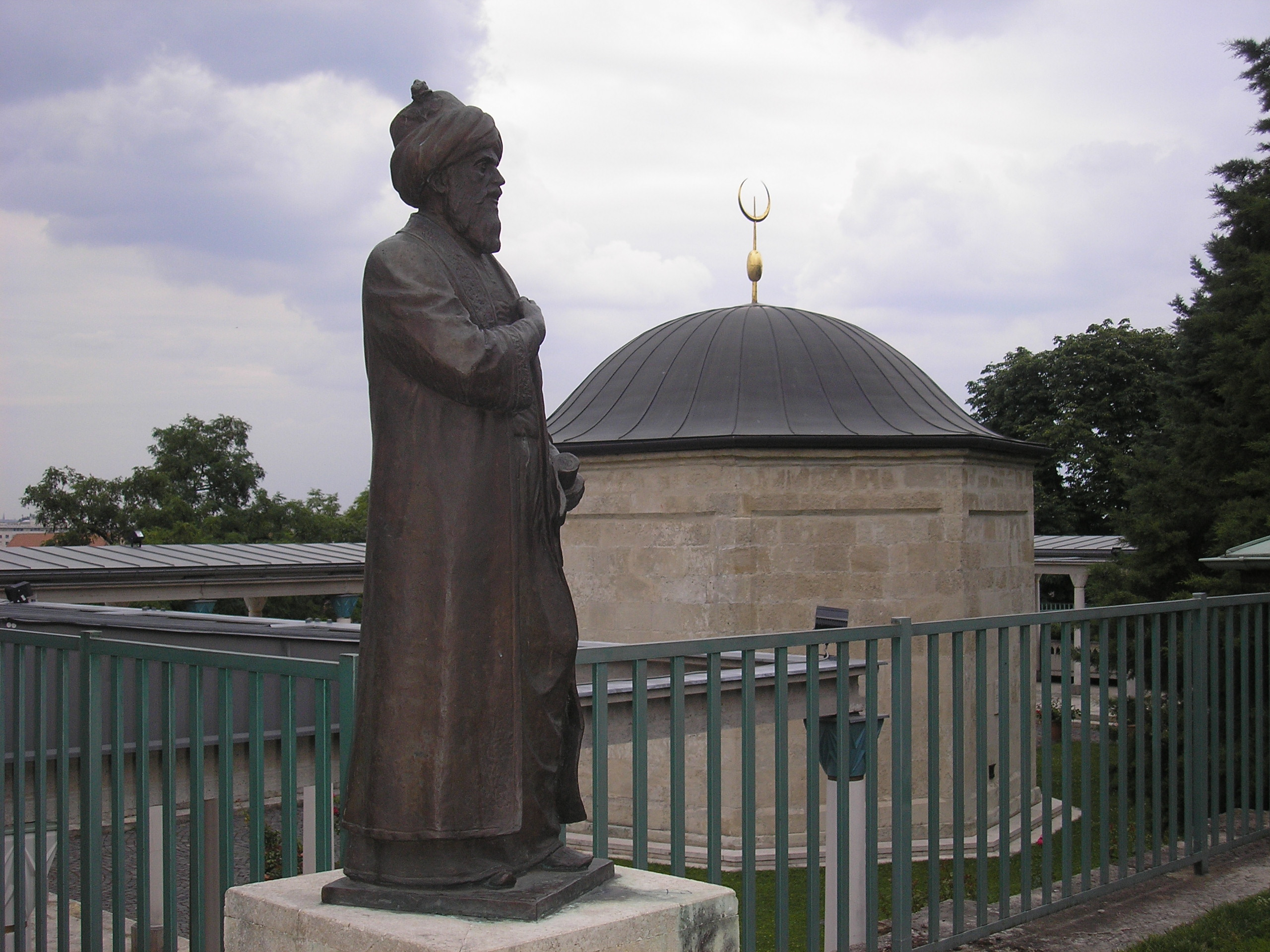
Tomb of Gül Baba
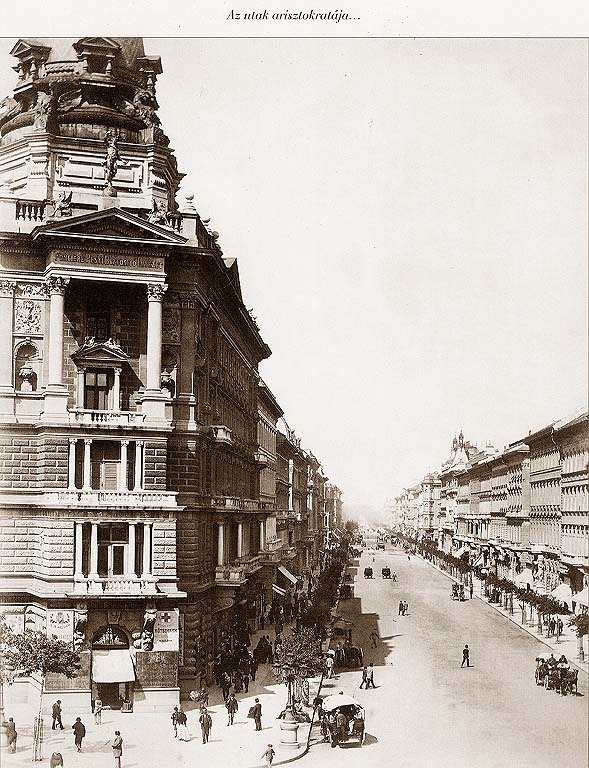
Đại lộ Andrássy (1875)
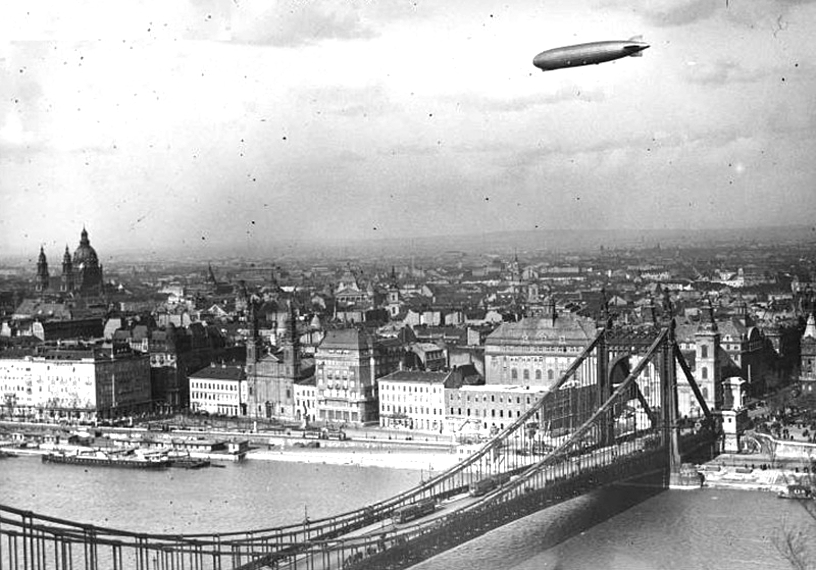
Zeppelin trên Budapest năm 1931
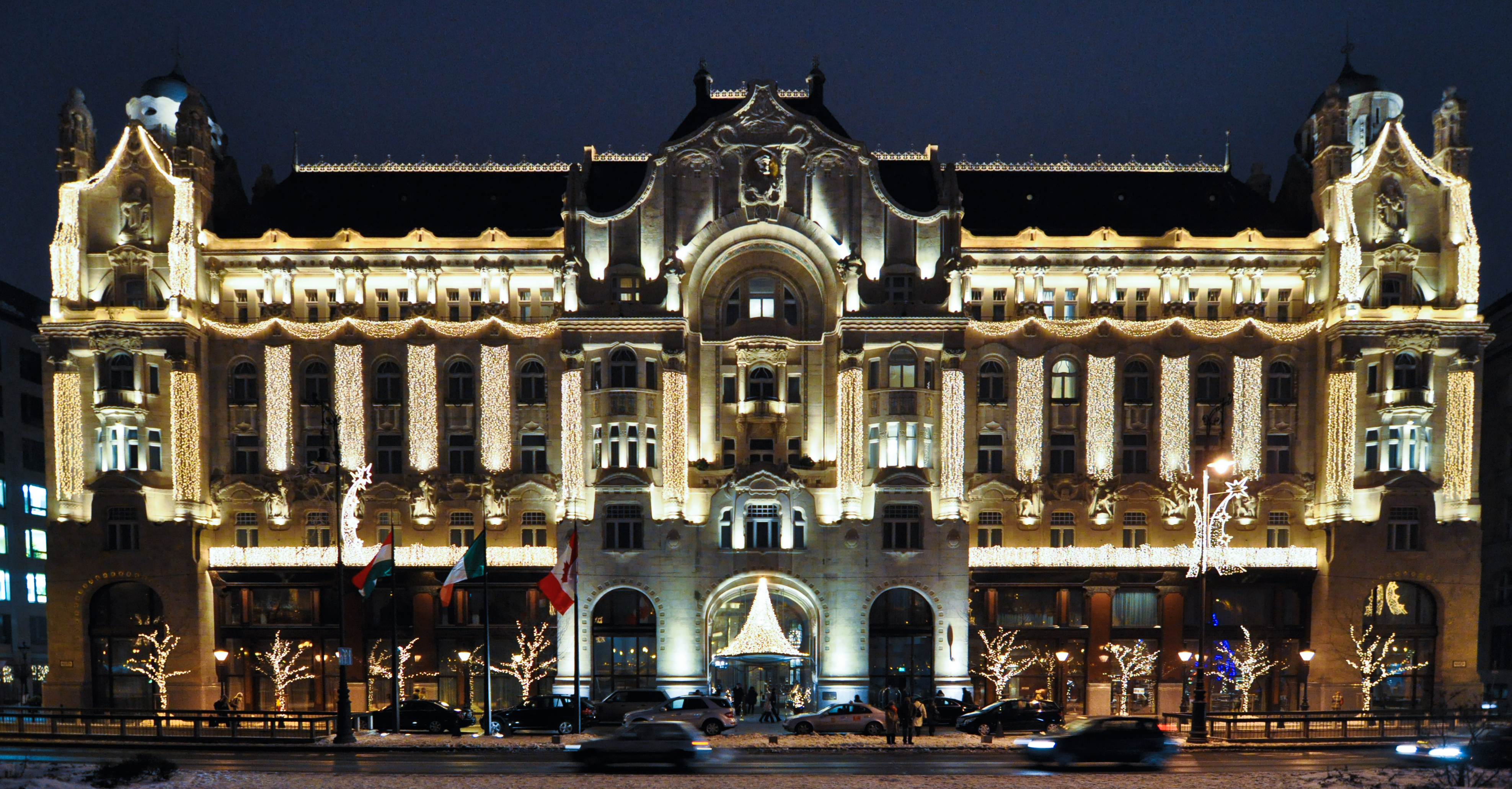
Cung điện Gresham

### Danh sách tham khảo
- Budapest: Eyewitness Travel Guildes. DK Travel. 2007. ISBN 978-0-7566-2435-4.
- Barber, Annabel (2004). Visible Cities Budapest: A City Guide. Somerset. ISBN 978-963-212-986-0.
- Ungvary, Krisztian (2006). The Siege of Budapest: One Hundred Days in World War II. Yale University Press. ISBN 978-0-300-11985-5.
- Molnar, Miklos (2001). A Concise History of Hungary. Cambridge Concise Histories. Cambridge University Press. ISBN 978-0-521-66736-4.
- Fallon, Steve (2016), Boston, Massachusetts, https://www.lonelyplanet.com/hungary/budapest